# Khởi nghĩa Lam Sơn
Khởi nghĩa Lam Sơn là một cuộc khởi nghĩa trong lịch sử Việt Nam do Lê Lợi lãnh đạo nhằm chống lại sự cai trị của nhà Minh, bắt đầu từ đầu năm 1418 và kết thúc cuối năm 1427 với thắng lợi của Nghĩa quân Lam Sơn cùng sự rút lui về nước của quân Minh sau hội thề Đông Quan.
Năm 1407, Đại Minh sáp nhập toàn bộ lãnh thổ Đại Ngu của nhà Hồ, thành lập tỉnh Giao Chỉ. Sau khi thiết lập nền cai trị, Minh Thành Tổ thi hành chính sách Hán hóa một cách quyết liệt nhằm đồng hóa người Việt. Chính sách này gây ra sự bất mãn trong dân chúng, dẫn tới sự bùng nổ của hàng loạt các cuộc khởi nghĩa lớn nhỏ trên khắp Giao Chỉ nhưng tất cả đều thất bại. Sau khi đàn áp được các cuộc nổi dậy địa phương, sự cai trị của nhà Minh trở nên vững vàng hơn bao giờ hết, song tại một số địa phương vẫn tồn tại nguy cơ nổi loạn tiềm tàng, đặc biệt là ở vùng miền núi Thanh Nghệ, nơi người dân không sẵn sàng chịu khuất phục như dân chúng vùng Kinh lộ.
Năm 1418, Lê Lợi dấy binh ở Lam Sơn, Thanh Hóa. Trong giai đoạn đầu, nghĩa quân Lam Sơn gặp nhiều khó khăn, thường chỉ chống cự yếu ớt và chịu tổn thất lớn trước các cuộc truy quét của quân Minh. Bước ngoặt xảy ra khi Lê Lợi nghe theo kế của Nguyễn Chích, tiến vào giải phóng Nghệ An vào năm 1424, sử dụng nơi đây làm bàn đạp đánh ra những nơi khác. Sau nhiều cuộc đụng độ với quân Minh, nghĩa quân Lam Sơn kiểm soát hầu hết vùng đất từ Thanh Hóa vào Thuận Hóa, siết chặt vòng vây các thành chưa đầu hàng. Năm 1426, sau khi tích lũy được lực lượng, Lê Lợi lần lượt huy động các đạo quân ra Bắc. Áp dụng phương châm "tránh mạnh đánh yếu" và chiến lược cơ động, quân Lam Sơn dần buộc quân Minh phải co cụm để giữ các thành trì quan trọng. Với chiến thắng trước lực lượng áp đảo của nhà Minh do Vương Thông chỉ huy trong chiến dịch Tốt Động – Chúc Động, nghĩa quân bắt đầu giành được sự ủng hộ của đại bộ phận dân chúng Kinh lộ vốn khiếp sợ uy thế của người Minh. Nhận được sự hưởng ứng mạnh mẽ từ dân chúng, nghĩa quân Lam Sơn chuyển sang nắm thế chủ động, buộc quân Minh chỉ còn cách cố thủ trong các thành trì đợi chờ đạo viện binh tiếp theo.
Lợi dụng sĩ khí quân Minh đang gần như chạm đáy sau những thất bại liên tiếp, Lê Lợi đẩy mạnh công tác địch vận và tâm lý chiến, sử dụng biện pháp ngoại giao để chiêu hàng các thành đang bị bao vây. Chỉ trong thời gian ngắn, phần lớn các thành trì trọng điểm của nhà Minh ở miền Bắc Giao Chỉ – hoặc tự đầu hàng hoặc bị công phá – đều rơi vào tay nghĩa quân Lam Sơn. Quân Minh chỉ còn kiểm soát hai trọng trấn Đông Quan, Thanh Hóa và một vài tòa thành nhỏ lẻ khác, nhưng tất cả đều trong tình trạng bị vây hãm nghiêm ngặt và cô lập hoàn toàn. Năm 1427, trong nỗ lực cuối cùng nhằm cứu vãn tình thế, Minh Tuyên Tông sai Liễu Thăng và Mộc Thạnh dẫn 11 vạn quân chia làm hai đường tiến sang Giao Chỉ tiếp viện Vương Thông. Tuy nhiên, cánh quân chính do Liễu Thăng chỉ huy bị nghĩa quân Lam Sơn tiêu diệt gần như hoàn toàn trong trận Chi Lăng – Xương Giang. Bản thân Liễu Thăng cùng nhiều tướng lĩnh cao cấp khác tử trận. Mộc Thạnh được tin liền vội vàng rút lui nhưng cũng bị nghĩa quân truy kích đánh bại.
Việc hai đạo viện binh bị tiêu diệt hoàn toàn đã đặt dấu chấm hết cho nỗ lực giành lại kiểm soát Giao Chỉ của nhà Minh. Vương Thông buộc phải xin đầu hàng và được phép rút quân về nước an toàn theo thỏa thuận tại hội thề Đông Quan. Sau chiến thắng, Lê Lợi sai văn thần Nguyễn Trãi viết Bình Ngô đại cáo để tuyên cáo cho toàn quốc. Nền tự chủ của người Việt được khôi phục sau hai thập kỷ thuộc Minh. Lê Lợi lên ngôi hoàng đế, mở ra cơ nghiệp nhà Hậu Lê kéo dài gần 400 năm.

## Bối cảnh

### Nhà Minh xâm lược

Tình hình địa chính trị Đông Nam Á những năm đầu thế kỷ 15

Những năm cuối thế kỷ 14, Đại Việt dưới sự cai trị của nhà Trần bước vào một cuộc khủng hoảng sâu sắc trên nhiều phương diện. Bên cạnh những yếu tố ngoại sinh như cuộc chiến dai dẳng với Champa, thảm họa thời tiết, dịch bệnh hay mất mùa thì những khủng hoảng trong cơ cấu kinh tế, xã hội và thiết chế chính trị đã khiến Đại Việt suy yếu trầm trọng. Những mâu thuẫn gay gắt bùng nổ giữa giới quý tộc với nông nô, nô tỳ, giữa giới quý tộc với tầng lớp quan lại–sĩ phu trong cuộc đấu tranh giành quyền lực trong bộ máy chính quyền. Cuộc khủng hoảng này đã dẫn đến những cuộc khởi nghĩa nông dân, nông nô và nô tỳ hay thậm chí cả lực lượng tôn giáo, đe dọa nghiêm trọng tới tính chính danh của nhà Trần và làm suy yếu chính quyền trung ương. Bên cạnh những yếu tố trên, sự xuất hiện của một loạt vị vua thiếu năng lực sau thời Trần Minh Tông tạo điều kiện thuận lợi cho ngoại thích Lê Quý Ly – một nhà cải cách đầy tham vọng – từng bước thâu tóm quyền lực tối thượng, khống chế triều chính.
Năm 1400, Lê Quý Ly soán vị nhà Trần, đổi sang họ Hồ và lập ra nhà Hồ, cải quốc hiệu là "Đại Ngu". Năm 1401, ông truyền ngôi cho con thứ là Hồ Hán Thương và lui về làm thái thượng hoàng, song vẫn là người điều khiển chính sự. Về mặt đối nội, ngay từ lúc chưa soán vị nhà Trần, Hồ Quý Ly đã cho thi hành nhiều cải cách cực đoan. Ngoài những việc như sử dụng tiền giấy kém chất lượng thay cho tiền đồng truyền thống, dời đô từ Thăng Long vào thành Tây Đô ở Thanh Hóa, Hồ Quý Ly còn thực hiện những thay đổi đáng kể trong hệ thống chính trị và xã hội. Tuy nhiên, những cải cách trên không những không thể giải quyết mâu thuẫn giai cấp và mâu thuẫn nội bộ vốn đã thành hình từ cuối thời Trần, mà còn xâm phạm đến lợi ích của nhiều tầng lớp, gây ra sự bất mãn trong dân chúng.
Về phía Trung Quốc, Minh Thái Tổ – vị vua sáng lập nhà Minh – đã thiết lập một "trật tự Trung Hoa" dựa trên hệ thống triều cống, coi An Nam (cách gọi Đại Việt của người Trung Quốc) và nhiều quốc gia láng giềng khác là những nước phiên thuộc nằm trong diện "bất chinh chi quốc". Ông để lại di huấn cho các đời sau, khuyên không nên chinh phạt các vùng đất xa xôi vì chúng không mang lại lợi ích kinh tế cho Trung Hoa. Trái ngược với quan điểm của cha mình, Minh Thành Tổ – sau khi đoạt ngôi cửu ngũ từ Minh Huệ Đế trong loạn Tĩnh Nan – đã tỏ rõ "khát vọng bá quyền" bằng cách triển khai các cuộc bành trướng lãnh thổ, theo gương các đế chế Hán, Đường và Nguyên. Đối với ông, cuộc xâm lược Đại Việt không chỉ là một hành động mở rộng lãnh thổ, mà còn là bước đi trong tham vọng vươn ra biển lớn, được thể hiện qua các chuyến hải trình tới Tây Dương của Trịnh Hòa. Minh Thành Tổ tin rằng việc sáp nhập An Nam sẽ củng cố thêm uy thế của Trung Quốc ở Đông Nam Á. Ông cũng gặp phải nhiều phản đối và nghi ngờ về tính chính danh sau khi lên ngôi, vì vậy việc phát động một chiến dịch quân sự lớn có thể được coi là cách để chuyển hướng sự chú ý trong nước ra bên ngoài, đồng thời khẳng định năng lực bản thân.

Minh Thành Tổ lên ngôi sau khi lật đổ cháu ruột nên gặp nhiều sự phản đối. Việc phát động một chiến dịch quân sự lớn ở An Nam có thể được xem là cách ông thu hút sự chú ý trong nước ra bên ngoài.

Sau khi lật đổ nhà Trần, mối quan hệ giữa nhà Hồ và nhà Minh trở nên căng thẳng. Nguyên nhân chính là do các tranh chấp về đất đai vùng biên và cuộc chiến giữa Đại Ngu và Champa. Cuộc chiến này làm dấy lên lo ngại trong triều đình nhà Minh, vì họ coi khu vực này là vùng ảnh hưởng của mình và muốn duy trì quyền bá chủ trong khu vực. Quan hệ giữa hai nước phần nào được xoa dịu sau khi xung đột biên giới được giải quyết và Hồ Hán Thương được nhà Minh gia phong làm "An Nam quốc vương". Tưởng chừng như tính chính danh của họ Hồ đã được củng cố thì vào tháng 10 năm 1404, một nhân vật tên Trần Thiêm Bình xuất hiện tại Nam Kinh, tự xưng là con Trần Nghệ Tông, trình bày hành động soán ngôi đoạt vị của họ Hồ với Minh Thành Tổ. Dù đặt nghi vấn về danh tính thực sự của Trần Thiêm Bình, song dưới áp lực từ triều đình nhà Minh, cha con Hồ Quý Ly buộc phải thể hiện sự nhượng bộ, đồng ý rước người này về nước làm vua. Tháng 1 năm 1406, Minh Thành Tổ ra lệnh 5.000 quân hộ tống Thiêm Bình về nước. Tuy nhiên, đội quân này khi gần tới Đông Đô thì bị phục binh nhà Hồ đổ ra tập kích, Trần Thiêm Bình bị bắt và xử tử. Hành động này khiến căng thẳng giữa Đại Ngu và Đại Minh leo thang tột độ.
Tức giận trước hành động "tráo trở" trên, Minh Thành Tổ quyết định cử thêm quân sang An Nam để trừng phạt cha con Hồ Quý Ly. Tháng 11 năm 1406, dưới danh nghĩa "phù Trần diệt Hồ", hai tướng Trương Phụ và Mộc Thạnh dẫn 225.000 quân sang đánh Đại Ngu. Với lực lượng áp đảo, quân Minh dễ dàng xuyên thủng các tuyến phòng thủ của họ Hồ, buộc Hồ Quý Ly phải tháo chạy về Tây Đô. Quân Minh sử dụng hỏa khí và áp dụng các chiến thuật mới từng sử dụng trong chiến dịch bình định Vân Nam để đối phó với lực lượng tượng binh của Hồ Quý Ly. Thêm vào đó, việc đánh mất lòng dân cùng với những sai lầm chí tử trong khâu tổ chức tác chiến khiến nhà Hồ chống cự yếu ớt và nhanh chóng bị đánh bại. Tháng 6 năm 1407, cha con Hồ Quý Ly, Hồ Hán Thương bị quân Minh bắt sống, nhà Hồ cáo chung chỉ sau 7 năm tồn tại.

### Sự cai trị của nhà Minh

Sau khi nhà Minh sáp nhập lãnh thổ Đại Ngu cũ, tỉnh Giao Chỉ được tổ chức theo mô hình tương tự 13 tỉnh vốn có ở Trung Quốc và được chia thành 15 phủ và 5 châu trực lệ.

Minh Thành Tổ cùng nhiều nhân vật cốt cán trong triều, tiêu biểu là Trương Phụ, chủ trương sáp nhập An Nam vào Đại Minh thay vì lựa chọn phục hồi ngôi vị cho tông thất nhà Trần. Quan điểm chủ đạo của người Hán thời bấy giờ không coi An Nam là một nước phiên thuộc, mà là một "vùng đất lịch sử" từng thuộc Trung Quốc và cần được tái thu hồi như thời Hán, Đường. Do đó, ngay từ khi chưa bắt được cha con Hồ Quý Ly, triều đình nhà Minh đã tìm cách biến An Nam trở lại làm một phần của Trung Quốc. Lấy lý do nhiều quan lại, bô lão người Việt chủ động xin được trở lại làm quận huyện của nhà Minh vì họ Trần đã tuyệt tự, nhà Minh tiến hành sáp nhập toàn bộ lãnh thổ nước Đại Ngu cũ, thiết lập tỉnh Giao Chỉ.
Để ổn định bộ máy cai trị, nhà Minh thực hiện chính sách chia để trị, sử dụng quan lại người Việt để cai trị người Việt. Những người quy phục được bảo đảm tài sản và sinh mạng, đồng thời nhận được chức tước, ruộng đất và tiền tài. Tuy nhiên, chính quyền nhà Minh không chỉ dừng lại ở việc ổn định chính trị mà còn tìm cách thay đổi cấu trúc xã hội và văn hóa bản địa. Trong nỗ lực đồng hóa, nhà Minh áp đặt các quy chuẩn văn hóa từ Trung Quốc, bao gồm thay đổi trang phục, xây dựng văn miếu và áp dụng tư tưởng Lý học Chu Hi làm chuẩn mực chính trị và đạo đức. Các biện pháp này nhằm thay thế hệ tư tưởng Nho giáo cổ của người Việt thời Trần. Những chính sách mà nhà Minh thi hành gây ra sự chia rẽ sâu sắc trong các tầng lớp người Việt, đặc biệt ở tầng lớp tri thức. Một bộ phận sĩ đại phu mang tư tưởng "trung quân ái quốc" lui về ở ẩn, số còn lại (chiếm đa số) lựa chọn phục vụ nhà Minh để đổi lấy danh vọng và quyền lực.
Giới tinh hoa khu vực đồng bằng sông Hồng và các vùng duyên hải phía Nam (gọi chung là người Kinh lộ) có xu hướng ủng hộ chính quyền nhà Minh. Ngược lại, dân cư tại các vùng trung du và miền núi cả phía Bắc lẫn phía Nam (người Trại) lại có xu hướng chống đối. Theo Keith W. Taylor, sự khác biệt này bắt nguồn từ mức độ Hán hóa: người Kinh lộ chịu ảnh hưởng sâu sắc của văn hóa Trung Hoa, cảm thấy việc hợp tác với triều đình phương Bắc mang lại lợi ích, trong khi người Trại thì không. Victor Lieberman nhận định rằng người Trại thời bấy giờ vẫn giữ lối sống tự do, ít chịu ảnh hưởng văn hóa Trung Hoa, nhưng lại nổi bật với tinh thần chiến đấu mạnh mẽ. Bên cạnh đó, giới sĩ tộc ở đồng bằng sông Hồng không chấp nhận việc Hồ Quý Ly tiếm ngôi nhà Trần và rời bỏ Thăng Long để dời đô đến Thanh Hóa. Khi quân Minh tiến công, thay vì bảo vệ vùng Kinh lộ, Hồ Quý Ly lại bỏ rơi phần lớn khu vực này mà tập trung lực lượng phòng thủ tại bờ Nam sông Hồng, khiến ông hoàn toàn đánh mất lòng trung thành của dân chúng nơi đây.
Sau khi nắm quyền cai trị, những quan viên đứng đầu Giao Chỉ, tiêu biểu như Hoàng Phúc và các cộng sự xuất sắc của ông, đã cố gắng xây dựng một bộ máy cai trị tối ưu hóa, thi hành nhiều chính sách nhằm ổn định tình hình và cải thiện đời sống người dân. Những chính sách này bao gồm các biện pháp về thuế khóa, cải thiện hệ thống hành chính và ổn định sản xuất nông nghiệp. Tuy nhiên, nạn tham nhũng trong bộ máy chính quyền địa phương, cùng với thái độ trịch thượng của một số quan lại người Hán – những người tự cho mình là biểu tượng của sự văn minh lễ giáo – đã làm dấy lên sự bất mãn trong dân chúng. Sự bất mãn này không chỉ giới hạn ở tầng lớp bình dân mà còn lan rộng đến cả tầng lớp sĩ phu và quý tộc cũ – nhiều trong số họ từng ủng hộ cuộc xâm lược với hy vọng rằng người Minh sẽ giữ lời hứa "phù Trần". Tuy nhiên triều đình nhà Minh lại thực hiện chính sách đồng hóa, áp đặt các giá trị văn hóa Trung Hoa và chèn ép văn hóa bản địa. Điều này khiến một số sĩ phu người Việt nhận ra rằng lời hứa "phù Trần" chỉ là một chiêu bài, và sự thất vọng nhanh chóng biến thành sự phản kháng trước hành động xâm lược văn hóa rõ rệt của nhà Minh.
Bất mãn leo thang dẫn tới sự bùng nổ của hàng loạt các cuộc khởi nghĩa lớn nhỏ trên khắp Giao Chỉ, nổi bật nhất là lực lượng của các vị vua nhà Hậu Trần cùng tông thất và các tướng lĩnh cũ của nhà Trần vào mùa thu năm 1407. Bất chấp sự chênh lệch buổi ban đầu, quân đội Hậu Trần bắt đầu giành chiến thắng trước quân chủ lực của Mộc Thạnh tại Bô Cô vào tháng 12 năm 1408, qua đó làm chủ toàn bộ khu vực từ Nghệ An trở vào. Tuy nhiên, nội bộ quân Hậu Trần nhanh chóng rơi vào tình trạng lục đục. Nghĩa quân mất dần thế chủ động và suy yếu trước sự tấn công mạnh mẽ từ quân Minh, dẫn tới thất bại hoàn toàn vào năm 1414.
Sau khi đánh bại nhà Hậu Trần, tình hình an ninh ở Giao Chỉ đã trở nên ổn định hơn trước. Một số khu vực vẫn tồn tại sự phản kháng, song các cuộc nổi dậy đa phần manh mún, tự phát và mang tính địa phương, nhìn chung không tạo ra sự đe dọa đáng kể nào đối với quân Minh và đều nhanh chóng tan rã. Tuy nhiên, thời kỳ yên ổn này không kéo dài lâu. Một làn sóng khởi nghĩa lớn khác lại tiếp tục bùng nổ tại Giao Chỉ kể từ năm 1417 – trùng thời điểm với việc xây dựng kinh đô mới tại Bắc Kinh và phát triển hạm đội viễn dương của Trịnh Hòa. Theo sử gia người Mỹ Edward Dreyer, việc xây cất và đóng thuyền đòi hỏi một lượng lớn nhân lực vật lực, đặc biệt là gỗ tốt, mà nguồn cung cấp từ nội địa Trung Quốc đã giảm sút. Quan lại nhà Minh, đặc biệt là hoạn quan Mã Kỳ, tăng sưu dịch, đẩy mạnh việc khai thác tài nguyên khiến sự bất mãn của dân chúng và cả quan lại người Việt một lần nữa được đẩy lên cao. Sau khi Lý Bân được cử đến Giao Chỉ thay Trương Phụ vào tháng 2 năm 1417, tình hình cũng không trở nên khả quan hơn. Cuối năm đó, nhiều người Việt, bao gồm cả nhiều người từng ra làm quan cho nhà Minh, lần lượt nổi dậy chống lại chính quyền đô hộ.

## Giai đoạn đầu (1418–1424)

### Sự hình thành nghĩa quân Lam Sơn (1416–1418)
Lê Lợi vốn là phụ đạo Lam Sơn, nối đời làm hào trưởng tại đây. Lam Sơn là một hương thuộc huyện Lương Giang, phủ Thanh Hóa, nằm trong vùng đồi núi thấp, xen lẫn với những khu rừng thưa và cánh đồng hẹp. Khu vực này có lượng dân cư thưa thớt, là nơi người Kinh và người Trại cùng chung sống. Về hoạt động của Lê Lợi trong thời gian nhà Hậu Trần khởi binh chống Minh, các sử liệu sơ cấp cung cấp những thông tin trái ngược nhau. Theo Đại Việt sử ký toàn thư, Lê Lợi thấy Hậu Trần không có thực lực nên không theo. Ngược lại, Việt sử tiêu án lại cho rằng Lê Lợi từng theo phò Trùng Quang Đế và làm đến chức Kim ngô Tướng quân. Dù có sự khác biệt, song các sử liệu này đều đồng quan điểm rằng Lê Lợi nuôi chí khôi phục quốc gia, nhún nhường chiêu hiền đãi sĩ, thu nạp anh hùng hào kiệt. Tán quân vụ Hoàng Phúc của nhà Minh nghe danh tiếng của Lê Lợi, bèn ban chức quan để chiêu mộ, song bị ông cự tuyệt.
Đầu năm 1416, Lê Lợi cùng 18 người "tuy họ hàng quê quán khác nhau" đã tập hợp tại Lũng Nhai thuộc Lam Sơn, mở hội thề nguyện đánh quân Minh cứu nước. Trong khoảng thời gian sau đó, lần lượt có nhiều nghĩa sĩ khác gia nhập cùng Lê Lợi, tạo thành một tập thể được gọi là "tập hợp Lũng Nhai". Ngoại trừ một số trường hợp ngoại lệ, phần lớn những người trong "tập hợp Lũng Nhai" đều thuộc tầng lớp lao động nghèo khổ, gồm dân chài, nông dân, người làm muối, hoặc nô tỳ; bên cạnh đó, cũng không ít người là dân tộc thiểu số như Mường, Thái, Chiêm. Bấy giờ, do nhận thấy thế người Minh còn mạnh, Lê Lợi đút lót cho một số quan lại, tướng lĩnh nhà Minh để được yên ổn, có thêm thời gian để xây dựng lực lượng. Đến cuối năm 1417, lực lượng dưới trướng Lê Lợi đã có vài nghìn người.
Bình Ngô đại cáo, Nguyễn Trãi, bản dịch của Trần Trọng Kim (1920)
Lương Nhữ Hốt, một viên quan người Việt phục vụ cho nhà Minh, biết rằng Lê Lợi có chí lớn nên đã báo cáo lên cấp trên. Ngay sau đó, người Minh liền bố trí do thám để theo dõi tình hình của nghĩa quân và chuẩn bị cho một cuộc tấn công phủ đầu. Trước tình hình đó, ngày 7 tháng 2 năm 1418, Lê Lợi tự xưng là Bình Định vương, cùng toàn thể nghĩa quân phất cờ khởi nghĩa ở Lam Sơn. Ông cử cháu là Lê Thạch làm tướng quốc và truyền hịch đi các nơi, kêu gọi nhân dân nổi dậy chống người Minh.

### Hoạt động ở vùng núi Thanh Hóa (1418)

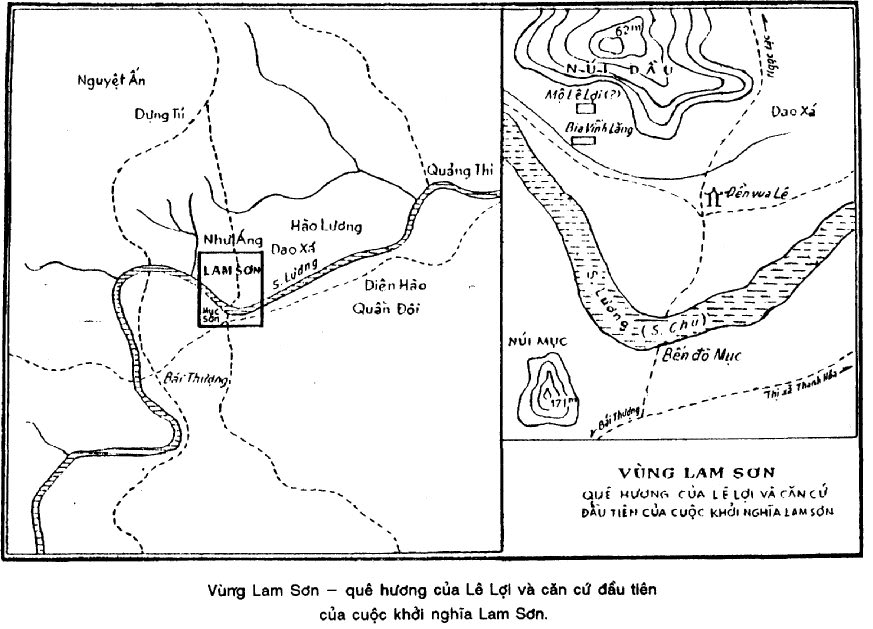
Bản đồ vùng Lam Sơn, căn cứ đầu tiên của Lê Lợi

Vùng đất Lam Sơn có vị trí không thuận lợi cho việc tổ chức và phát triển của nghĩa quân vì chỉ nằm cách thành Tây Đô – một trong hai tòa thành lớn nhất Giao Chỉ (tòa còn lại là Đông Quan) – khoảng 20 km về phía Tây Nam theo đường chim bay. Sau khi tiêu diệt nhà Hồ và trấn áp các cuộc khởi nghĩa từ Thanh Hoá trở vào, nhà Minh đã sử dụng thành Tây Đô làm căn cứ quân sự chính ở phía Nam, qua đó kiểm soát và khống chế một khu vực rộng lớn kéo dài từ Thanh Hóa vào Thuận Hóa. Do có địa bàn kề cận một cứ điểm đóng quân quan trọng của nhà Minh, nghĩa quân Lam Sơn dễ dàng trở thành mục tiêu tấn công của lực lượng đồn trú ở đây. Chính vì vậy, trong giai đoạn đầu của cuộc khởi nghĩa, Lam Sơn chỉ là một lực lượng mang tính địa phương và chỉ có thể kháng cự yếu ớt trước các cuộc truy quét của quân Minh.
Ngày 13 tháng 2 năm 1418, sau khi phân tích tình hình, Lê Lợi quyết định rút lui khỏi căn cứ Lam Sơn về phía Tây để đóng quân ở Lạc Thủy – một địa điểm nằm trên tuyến đường sang Lan Xang (Lào). Cùng ngày, ông cử một số thân tín sang giao thiệp với Lan Xang, yêu cầu nước này hỗ trợ lương thực, khí giới và voi ngựa. Ngày 14 tháng 2, tướng Minh là Mã Kỳ dẫn quân từ Tây Đô đuổi đánh nghĩa quân. Đoán trước hành động trên, Lê Lợi đã cho bố trí phục binh tại Lạc Thủy. Khi quân Mã Kỳ tới vào ngày 18 tháng 2, Lê Lợi sai quân mai phục đổ ra đánh, tạm thời cầm chân quân Minh. Tuy giành thắng lợi đầu tiên, nhưng trước lực lượng đông đảo của đối phương, nghĩa quân Lam Sơn buộc phải rút lui về hướng núi Chí Linh.
Theo Lam Sơn thực lục, sau thất bại ở Lạc Thủy, để trả thù và dụ hàng Lê Lợi, Mã Kỳ ra lệnh cho một người tên Ái, phụ đạo xứ Nguyệt Ấn dẫn người đào phá phần mộ nhà Lê Lợi ở xứ Phật Hoàng. Quân Minh cho treo hài cốt phụ thân Lê Lợi lên đầu thuyền nhằm ép ông ra hàng nhưng không thành. Sau đó, quân Minh tiến công nghĩa quân từ chính diện, trong khi một cánh quân do viên phụ đạo tên Ái chỉ huy đi theo đường tắt đánh úp quân Lam Sơn. Bị tấn công từ hai phía, nghĩa quân chống trả yếu ớt và nhanh chóng bị đánh bại. Vợ con của Lê Lợi cũng như thân quyến của nhiều tướng sĩ lần lượt bị bắt. Trước tình thế hiểm nghèo, môt bộ phận nghĩa quân mất sĩ khí lần lượt đào ngũ, chỉ có một số người theo Lê Lợi vào Chí Linh ẩn náu. Bị quân Minh vây khốn, nghĩa quân phải cố thủ trên núi Chí Linh trong tình trạng thiếu thốn lương thực hơn 2 tháng. Chỉ tới khi quân Minh rút lui vào cuối tháng 3, Lê Lợi mới trở về và tập hợp tàn quân hơn 100 người.
Nghĩa quân Lam Sơn có khoảng thời gian hơn nửa năm để củng cố lực lượng, xây dựng chiến lũy ở Lam Sơn, vì quân Minh lúc bấy giờ còn phải phân tán nhằm đối phó với những cuộc khởi nghĩa khác, nổi bật nhất là cuộc khởi nghĩa của Xa Khả Tham ở vùng Tây Bắc. Sau khi trấn áp những cuộc khởi nghĩa khác, Tổng binh nhà Minh là Lý Bân cử quân từ Đông Quan vào đánh Lam Sơn. Thấy Lam Sơn có vị trí không thuận lợi cho việc phòng thủ, Lê Lợi hạ lệnh rút quân xuống Mường Một. Tại đây, ông thành công phục kích một bộ phận quân Minh, buộc tàn quân phải tháo chạy về đồn Nga Lạc cố thủ. Sau 6 tháng vây hãm, sang tháng 5 năm 1419, nghĩa quân Lam Sơn thành công chiếm đồn Nga Lạc. Tuy giành thắng lợi, song Lê Lợi vẫn bí mật rút lui về núi Chí Linh do lo ngại người Minh thực hiện các hành động đáp trả.
Tháng 5 năm 1419, quân Minh tiến hành bao vây núi Chí Linh, phong tỏa toàn bộ các lối hiểm yếu. Trước tình thế hiểm nghèo, một thuộc tướng trung thành là Lê Lai tự nguyện đóng giả làm Lê Lợi, dẫn quân ra ngoài nhử quân Minh. Sau khi bắt được Lê Lai, quân Minh tưởng đã bắt được chủ soái Lam Sơn nên lơi lỏng phòng bị, tạo điều kiện cho Lê Lợi cùng tàn quân chạy thoát. Sau khi quân Minh rút lui, Lê Lợi quay trở về Lam Sơn để gây dựng lại lực lượng. Được tin nghĩa quân Lam Sơn không những không tan rã mà còn đang củng cố lực lượng, Lý Bân lập tức điều quân tới trấn áp, nhưng bị rơi vào trận địa phục kích ở Mường Chính và buộc phải rút về đóng quân ở Khả Lam. Sau thắng lợi tại Mường Chính, Lê Lợi nhận được tin triều đình Lan Xang sẵn sàng hỗ trợ trong cuộc chiến chống lại nhà Minh nên đã đem toàn bộ lực lượng đến Mường Thôi để hoạt động cũng như tiện tiếp xúc với người Lào.

### Gây dựng thanh thế (1419–1421)

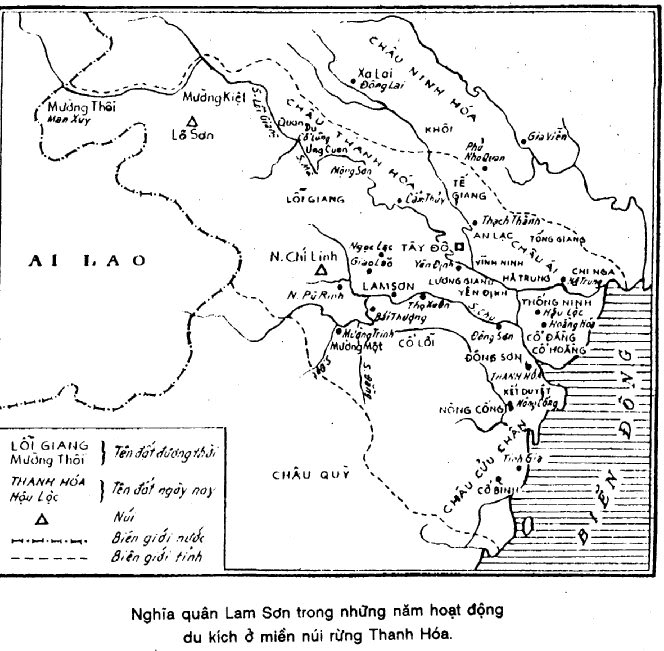
Bản đồ địa bàn hoạt động của nghĩa quân Lam Sơn trong thời kỳ từ năm 1418 đến 1423

Từ tháng 9 năm 1419, với sự giúp sức từ Lan Xang, nghĩa quân đã tiến xuống hoạt động tại vùng Lỗi Giang, đóng quân ở Ba Lãm. Cũng trong thời gian này, hàng loạt các cuộc nổi dậy vũ trang bùng nổ trên khắp lãnh thổ Giao Chỉ, nổi bật nhất là các cuộc khởi nghĩa của quân áo đỏ ở vùng Tây Bắc, Phạm Ngọc ở vùng Đông Bắc, Phan Liêu ở Nghệ An và Lộ Văn Luật ở Thạch Thất. Do một số cuộc khởi nghĩa có quy mô lớn mạnh và có mối đe dọa trực tiếp hơn so với nghĩa quân Lam Sơn, Lý Bân tạm thời rời Nghệ An để quay trở về Đông Quan dẹp loạn. Lê Lợi nhân cơ hội này tiêu diệt các thủ lĩnh địa phương đối nghịch trong vùng, mở rộng địa bàn hoạt động ra các khu vực phụ cận. Sau khi trấn áp thành công các cuộc khởi nghĩa lớn, phong trào Lam Sơn nghiễm nhiên trở thành mối đe dọa lớn nhất của người Minh. Chính vì lý do đó, Lý Bân dự định cuối năm 1420 sẽ mở một cuộc tiến công mới vào Thanh Hóa nhằm tiêu diệt nghĩa quân Lam Sơn.
Tháng 11 năm 1420, Lý Bân, Phương Chính dẫn quân từ Tây Đô đánh lên vùng miền núi Thanh Hóa. Nhờ khoảng thời gian một năm gây dựng lực lượng, nghĩa quân liên tiếp giành các thắng lợi trước quân Minh tại Mường Thôi, Bồ Mộng, Bồ Thi Lang, buộc Lý Bân, Phương Chính phải rút về Tây Đô. Nhân đà thắng lợi, tháng 12 năm 1420, Lê Lợi dẫn toàn bộ binh mã xuống Lỗi Giang, lập trại tại Ba Lãm, sau đó cử Lê Sát đánh đồn Quan Du. Thắng lợi tại đây khiến thanh thế nghĩa quân Lam Sơn vang dội khắp nơi. Nhiều hào kiệt từ các vùng khác – trong đó có Nguyễn Trãi – tìm đến đại bản doanh ở Lỗi Giang để gia nhập hàng ngũ nghĩa quân. Tuy nhiên, cũng trong thời gian này, do đã lựa chọn ủng hộ Lộ Văn Luật – người lúc này đang tị nạn tại triều đình Lan Xang – phía Lan Xang quyết định tuyệt giao với nghĩa quân Lam Sơn.
Mùa hè và mùa thu năm 1421, lũ lớn tàn phá khu vực đồng bằng sông Hồng gây nhiều thiệt hại về mặt kinh tế, xã hội. Vì còn phải đối phó với thiên tai, quân Minh buộc phải tạm hoãn mọi kế hoạch tác chiến. Do lâu ngày mà vẫn chưa thể thắng Lê Lợi, Lý Bân phải tìm cách tìm kiếm sự ủng hộ từ Lan Xang. Lý Bân báo về Bắc Kinh là Lê Lợi đã trốn sang Lào, vừa để tránh bị vua quở trách, vừa để gây áp lực buộc Lan Xang hỗ trợ mình. Sau khi khắc phục các hậu quả thiên tai và thành công ép Lan Xang đổi phe, Lý Bân cử Trần Trí mang quân tiến lên vùng Tây Bắc Thanh Hóa dẹp loạn. Nhằm tạo bất ngờ, nghĩa quân Lam Sơn tổ chức tập kích ban đêm vào doanh trại quân Minh ở ải Kình Lộng, song vẫn không thể ngăn chặn sức tiến công mạnh mẽ của quân Minh. Lợi dụng quân số áp đảo, Trần Trí lập tức tấn công lên đèo Ống, nhưng không may rơi vào trận địa mai phục của nghĩa quân và buộc phải rút lui. Ngay sau khi quân Minh vừa rút, hoàng tử Lan Xang là Phommathat đem 3 vạn quân tiến vào biên giới. Lầm tưởng họ tới giúp, nghĩa quân Lam Sơn lơi lỏng phòng bị và đã bị đánh úp. Tuy nhiên, dù bị tập kích bất ngờ vào lúc nửa đêm, nghĩa quân vẫn kiên cường chống trả và thành công đẩy lùi quân Lan Xang.

### Hòa bình tạm thời (1422–1424)
Sau các thất bại liên tiếp, quân Minh rơi vào thế bị động. Tháng 3 năm 1422, Lý Bân mắc bệnh qua đời và được thay thế bởi Trần Trí. Do còn có nhiều vấn đề nội bộ cần giải quyết, quân Minh không có trận đụng độ đáng kể nào với nghĩa quân Lam Sơn trong suốt nửa sau của năm 1422. Phải đến tháng 2 năm 1423, quân Minh mới cùng Lan Xang phối hợp tấn công nghĩa quân, khiến Lê Lợi phải rút khỏi Lỗi Giang chạy về vùng huyện Khôi. Tuy thành công cầm chân liên quân Minh–Lan Xang, song nghĩa quân cũng hứng chịu tổn thất nặng nề. Ngoài ra, do nhận thấy huyện Khôi lẫn Lỗi Giang không còn là nơi phù hợp để làm chỗ đóng quân, Lê Lợi buộc phải rút về núi Chí Linh lần thứ ba để gầy dựng lại lực lượng. Tuy nhiên, sau hơn hai tháng ở Chí Linh, nghĩa quân lâm vào tình trạng khó khăn, phải ăn măng rừng, rau củ để sống qua ngày. Lê Lợi phải giết cả voi và ngựa chiến để nuôi quân. Trong tình thế hiểm nghèo, lòng quân dao động, thậm chí có người bỏ trốn. Chỉ khi Lê Lợi chém một viên tướng bỏ trốn, việc quân mới tạm ổn. Trong bối cảnh ấy, Lê Lợi đã chủ trương giảng hòa với quân Minh, tranh thủ thời gian để xoay chuyển tình thế.
Đầu tháng 5 năm 1423, để thực hiện kế sách hòa hoãn, Lê Lợi cử sứ giả đem lễ vật gồm 5 đôi ngà voi cùng thư xin hàng đến thương lượng với quân Minh. Mối đe dọa từ các bộ lạc Mông Cổ đang manh nha ở biên giới phía Bắc không cho phép người Minh mở rộng chiến sự ở phía Nam, vì vậy họ đã nhanh chóng chấp thuận đề nghị của Lê Lợi. Trong khoảng thời gian sau đó, ông lại thường xuyên dùng vàng, bạc để tặng các chỉ huy nhà Minh như Trần Trí, Sơn Thọ. Đáp lại, họ cũng đem nhiều cá, muối, thóc giống và nông cụ tặng nghĩa quân. Trong thời gian này, hoạt động luyện tập binh sĩ, chế tạo vũ khí, chuẩn bị lương thực được nghĩa quân tiến hành trong bí mật. Sau khi sự việc bị người Minh phát giác, Lê Lợi cử người mang quà đến biếu để trấn an đối phương. Tuy nhiên, sứ giả của nghĩa quân đã bị Trần Trí và Sơn Thọ bắt giam ngay sau đó. Trước tình hình trên, Lê Lợi quyết định đình chỉ việc giảng hòa.

## Bước ngoặt của cuộc chiến (1424–1426)

### Thay đổi trong chính sách An Nam của nhà Minh

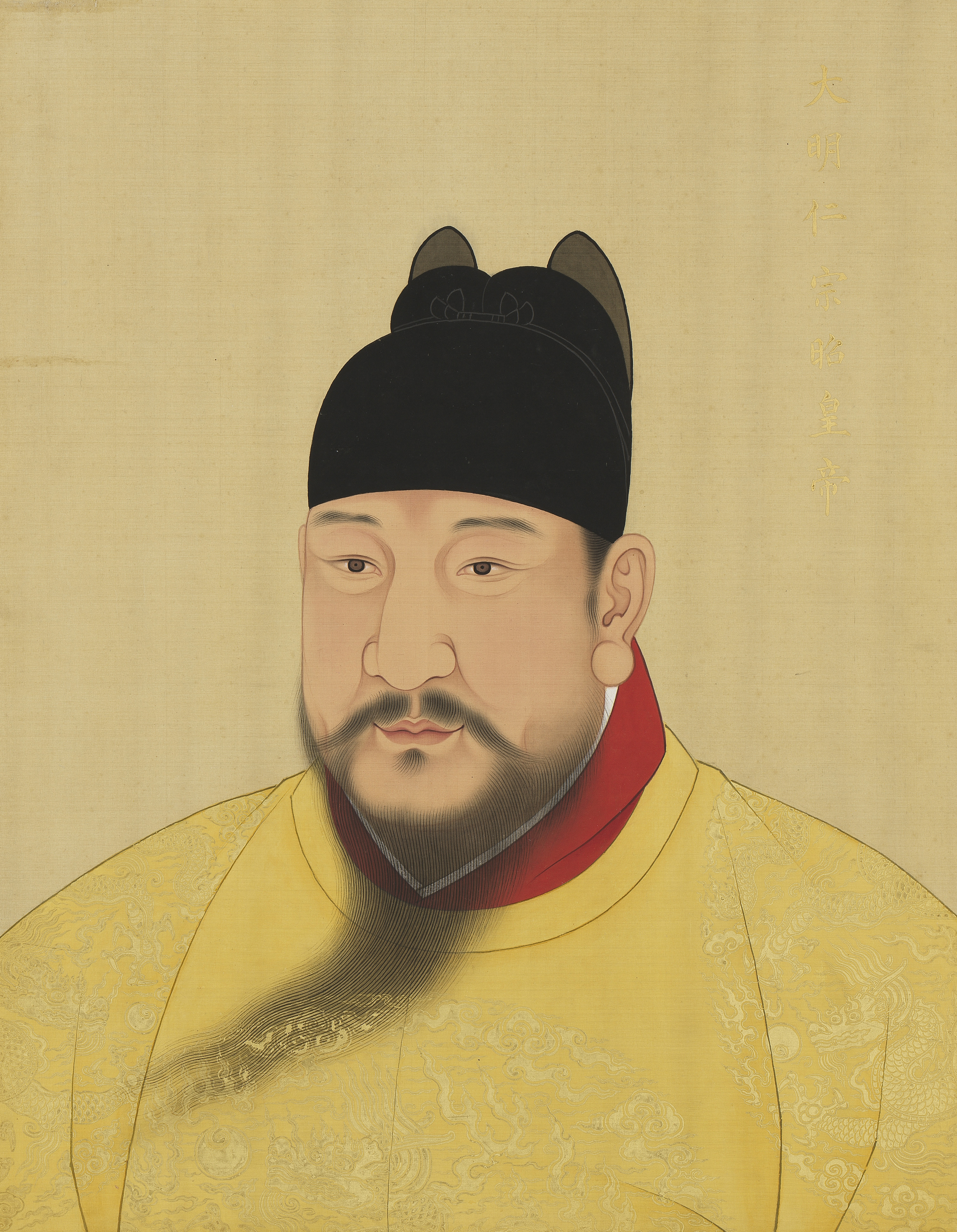
Trái ngược với vua cha, Minh Nhân Tông (hình) theo đuổi chính sách mềm dẻo để giải quyết tình hình Giao Chỉ

Ngày 12 tháng 8 năm 1424, Minh Thành Tổ qua đời. Cái chết của ông được xem là một sự kiện bước ngoặt, dẫn đến "sự thay đổi 180 độ" trong chính sách An Nam của Minh triều. Khi còn sống, Minh Thành Tổ với tham vọng biến An Nam thành quận huyện tương tự như các khu vực nội địa Trung Quốc, đã thực hiện nhiều biện pháp cứng rắn nhằm răn đe và kiểm soát người bản địa. Mọi cuộc bạo động hay nổi loạn của người dân địa phương đều bị triều đình nhanh chóng đàn áp bằng vũ lực. Khi Minh Nhân Tông lên ngôi, ông nhận ra sự khó khăn trong việc duy trì sự kiểm soát hoàn toàn An Nam, đặc biệt là khi tình hình tài chính của nhà Minh gặp khó khăn và các lực lượng nổi dậy tại đây ngày càng trở nên mạnh mẽ. Để giảm gánh nặng cho triều đình, Minh Nhân Tông đã ban hành chính sách ân xá, hủy bỏ việc cống nạp, giảm nhẹ thuế má cho người dân Giao Chỉ:
| 「…一交址採辦金珠香貨之類悉皆停止交阯一應買辦採取物料詔書內開載未盡者亦皆停止所差去內外監督官員限十日內即起程赴京並不許托故稽留虐害軍民。…」 | “…Một là những việc ở Giao Chỉ như khai thác vàng bạc và tìm kiếm hương liệu các thứ, đều đình chỉ hết. Các quan viên nội ngoại được sai đi trông coi, hạn trong 10 ngày phải lập tức khởi hành hồi kinh, không được lấy cớ trì hoãn mà quấy nhiễu quân dân…” |
| —《仁宗即位詔書》 | —Chiếu thư đăng cơ của [Minh] Nhân Tông, trích từ Minh thực lục, "Nhân Tông Chiêu hoàng đế thực lục" ( xem toàn văn tại Wikisource.) |

Là một hoàng đế "trọng văn", Minh Nhân Tông ngay sau khi lên ngôi đã từ bỏ nhiều chính sách quân phiệt có từ thời vua cha. Những thay đổi này tạo ra cơ hội cho các phong trào khởi nghĩa, có điều kiện phát triển mạnh mẽ hơn. Tháng 8 năm 1424, ông cho triệu Công bộ thượng thư Hoàng Phúc về Bắc Kinh và cử Binh bộ thượng thư Trần Hiệp thay thế nắm việc hai ty Bố chính và Án sát ở Giao Chỉ. Một số nhà sử học cho rằng việc cách chức một viên quan giàu kinh nghiệm và được kính trọng như Hoàng Phúc là một sai lầm nghiêm trọng, vì người kế nhiệm ông đã không thể hoàn thành tốt vai trò của mình, gặp khó khăn về nguồn cung và thiếu hiểu biết về điều kiện địa phương. Do nhà Minh lúc bấy giờ còn phải đối mặt với cuộc chiến dai dẳng với Bắc Nguyên và những khó khăn do chiến tranh gây ra, Minh Nhân Tông vẫn chủ trương giải quyết tình hình Giao Chỉ bằng biện pháp mềm dẻo. Vì vậy, khi Trần Trí dâng biểu nêu rõ hành động "tráo trở" của Lê Lợi, Minh Nhân Tông vẫn lệnh cho các tướng phải "khéo vỗ về chiêu dụ".

### Quân Lam Sơn Nam tiến
Căn cứ Chí Linh – Lam Sơn nằm ở vị trí lưỡng đầu thọ địch, dễ bị quân Minh từ Đông Quan và Tây Đô đánh kẹp lại. Trước tình hình bố trí lực lượng của đối phương, Lê Lợi và các tướng lĩnh quyết định theo đuổi phương châm "tránh mạnh đánh yếu, bỏ chỗ vững đánh chỗ núng, tránh chỗ thực đánh chỗ hư". Trong một cuộc họp quan trọng vào cuối năm 1424, Lê Lợi chấp thuận kế sách của Nguyễn Chích là tấn công vào Nghệ An – một quyết định quan trọng làm thay đổi hoàn toàn cục diện của cuộc chiến. Theo phân tích của Nguyễn Chích, khu vực phía Nam phủ Thanh Hóa, từ Diễn Châu vào Thuận Hóa, là những nơi quân Minh bố trí lực lượng tương đối mỏng, do những vùng đất này nằm xa các căn cứ chính ở Đông Quan và Tây Đô. Ngoài ra, cũng theo Nguyễn Chích – người từng có nhiều năm hoạt động tại Nghệ An – thì vùng đất này đất rộng người đông, có thể xây dựng thành hậu phương vững chắc làm bàn đạp đánh ra nhưng nơi khác.
Ngày 12 tháng 10 năm 1424, nghĩa quân Lam Sơn tiến hành tập kích đồn Đa Căng. Trước cuộc tấn công bất ngờ, binh lính trấn thủ đồn không kịp trở tay và nhanh chóng bị tiêu diệt. Sau khi nhận được tin cấp báo, một cánh quân nhà Minh ở gần nhanh chóng tới cứu viện nhưng cũng bị đánh bại bên ngoài đồn Đa Căng. Thắng lợi này không chỉ giúp sĩ khí của nghĩa quân lên cao mà còn được nhân dân trong vùng nhiệt liệt hưởng ứng, số lượng người gia nhập nghĩa quân rất đông. Ngay lập tức, các tướng nhà Minh ở Thanh Hóa là Trần Trí, Phương Chính, Thái Phúc lệnh cho các cánh quân ở Nghệ An, Trà Lân, Quỳ Châu cùng phối hợp tấn công gọng kìm nghĩa quân. Biết được kế hoạch của người Minh, Lê Lợi quyết định đánh chặn từng đạo quân một. Đầu tiên, ông tiến hành phục kích ở Bồ Đằng, thành công cầm chân lực lượng của Trần Trí, Phương Chính. Ngay ngày hôm sau, nghĩa quân Lam Sơn tấn công bất ngờ trang Trịnh Sơn thuộc châu Trà Lân, thành công bẻ gãy thế gọng kìm của quân Minh. Lực lượng Trần Trí, Phương Chính đuổi theo nghĩa quân, nhưng khi nhận thấy kế hoạch đã đổ vỡ, họ bèn rút quân về cố thủ tại Nghệ An theo đường Quỳ Châu qua Diễn Châu.

#### Vây hãm thành Trà Lân
Khoảng tháng 12 năm 1424, nghĩa quân Lam Sơn áp sát thành Trà Lân. Nằm trong vùng dân tộc thiểu số, đây là một tòa thành kiên cố, được trấn giữ bởi một viên tướng người Việt là Cầm Bành. Lê Lợi sai người chiêu hàng Cầm Bành, song bị cự tuyệt. Thấy đối phương có ý cố thủ chờ viện binh, Lê Lợi một mặt vây thành, một mặt tiến hành đánh chiếm các khu vực xung quanh thuộc châu Trà Lân, thực hiện các chính sách thu phục nhân tâm. Trong lúc các tướng nhà Minh ở Nghệ An đang phân vân liệu có nên đưa quân giải vây thành Trà Lân, thì Sơn Thọ từ Bắc Kinh quay trở về Giao Chỉ. Trong thời gian về triều, Sơn Thọ khẳng định với Minh Nhân Tông rằng Lê Lợi có thể dụ hàng được. Vua Minh chấp thuận, lệnh cho Sơn Thọ mang sắc phong Lê Lợi làm tri phủ Thanh Hóa. Do đó, khi quay trở lại Giao Chỉ, Sơn Thọ chủ trương sử dụng biện pháp ngoại giao thay vì đưa quân tới cứu thành Trà Lân. Kế sách này được các tướng lĩnh như Trần Trí ủng hộ.
Thành Trà Lân lúc bấy giờ đã bị vây hơn một tháng. Để nhanh chóng giải vây cho Cầm Bành, Sơn Thọ quyết định gửi thư chiêu hàng và chủ động trao trả tù binh. Lê Lợi tương kế tựu kế, bên ngoài giả vờ nhận sắc phong, một mặt yêu cầu Sơn Thọ lệnh Cầm Bành ngừng chiến đấu, thì mới có thể tiến hành hòa giải. Sơn Thọ đồng ý yêu cầu của Lê Lợi, bèn lệnh cho quan quân trong thành Trà Lân ngừng chiến. Về phía Cầm Bành, trong tình thế hiểm nghèo sau khi bị bao vây nhiều tháng trời mà không có chi viện, ông tuyệt vọng mở cửa ra hàng nghĩa quân Lam Sơn. Sau khi tiến vào thành Trà Lân, Lê Lợi tiến hành chiêu an và tha tội cho những người trong thành. Việc chiếm được thành Trà Lân giúp thanh thế nghĩa quân ngày càng lớn mạnh. Các thủ lĩnh chống Minh như Phan Liêu, Lộ Văn Luật vốn tị nạn ở Lan Xang cũng lần lượt về nước xin gia nhập nghĩa quân Lam Sơn, nhiều tù trưởng người Lào ở vùng biên cũng tuyên bố ủng hộ nghĩa quân về nhiều mặt.
Sau khi thấy nghĩa quân Lam Sơn chiếm giữ thành Trà Lân, thu phục Cầm Bành, các tướng nhà Minh ở Nghệ An biết kế hoạch chiêu hàng Lê Lợi đã đổ vỡ, song vẫn kiên quyết theo đuổi chính sách này. Lê Lợi lấy cớ mình có tư thù với Lương Nhữ Hốt, nhưng người này lúc này vẫn còn ở Thanh Hóa, nên xin được cải bổ làm tri phủ Trà Lân. Sơn Thọ, Trần Trí biết không thể dùng biện pháp ngoại giao để đối phó với Lê Lợi, song vẫn lưỡng lự không quyết vì sợ làm trái lệnh vua, còn nếu động binh thì cũng không nắm chắc phần thắng. Tuy nhiên, trong thời gian này, Binh bộ thượng thư Trần Hiệp – nhận định được mối đe dọa nghiêm trọng từ quân Lam Sơn – đã mật tấu về Bắc Kinh việc "Lợi tuy xin hàng nhưng vẫn làm phản [...] xin hạ lệnh tiêu diệt gấp". Sau khi nhận được báo cáo, triều đình nhà Minh liền hạ lệnh cho các tướng phải lập tức dẹp loạn. Sơn Thọ, Trần Trí được lệnh, liền chấm dứt việc qua lại với Lê Lợi và chuẩn bị mở một cuộc phản công lên Trà Lân.

#### Xuôi dòng Lam

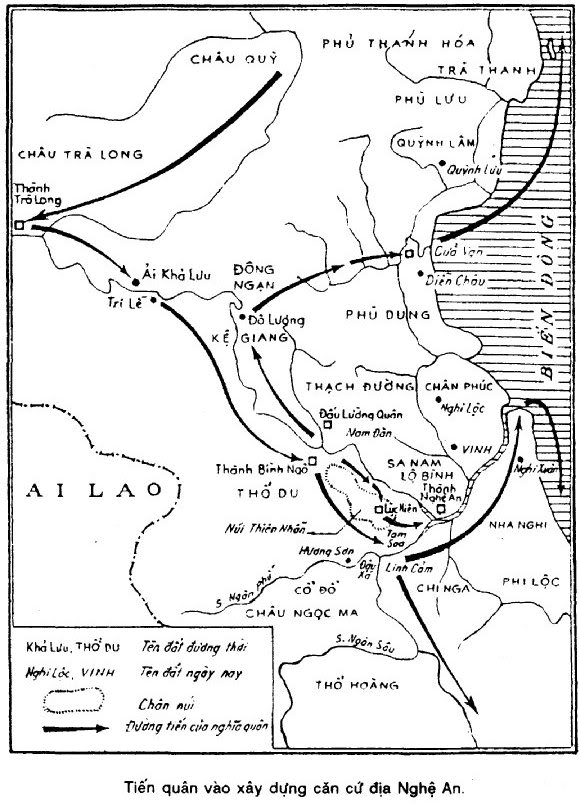
Nghĩa quân Lam Sơn tiến quân vào Nghệ An

Từ thành Nghệ An lên Trà Lân có hai đường: đường thứ nhất dọc theo sông Lam, đường thứ hai là đường thượng đạo đi qua Đỗ Gia. Để ngăn chặn khả năng bị đánh gọng kìm nếu quân Minh chia quân đi theo cả hai đường, Lê Lợi cử Đinh Liệt đem hơn 1.000 quân đóng ở Đỗ Gia, tức khu vực núi Linh Cảm ở ngã ba sông Ngàn Phố và sông Ngàn Sâu, qua đó khống chế tuyến đường thượng đạo từ Thanh Hóa vào Thuận Hóa. Việc đóng quân tại đây giúp quân Lam Sơn có thể ngăn chặn quân Minh đi đường núi từ Nghệ An lên Trà Lân, đồng thời cũng phòng ngừa viện binh đối phương từ Tân Bình, Thuận Hóa. Sau khi Đinh Liệt xuất phát, Lê Lợi cũng dẫn đại quân Lam Sơn từ Trà Lân xuống đóng tại ải Khả Lưu ở tả ngạn sông Lam.
Do đường thượng đạo đã bị Đinh Liệt chiếm giữ, Trần Trí, Phương Chính huy động quân chủ lực cả thủy lẫn bộ đi dọc theo sông Lam tiến lên Khả Lưu và hạ trại ở bờ Nam sông, đối diện quân Lam Sơn. Sở hữu lực lượng áp đảo, quân Minh dự định ngày hôm sau sẽ tấn công. Quân Lam Sơn một mặt giả vờ án binh bất động, nhưng bí mật cử một đạo quân nhỏ vượt sông bố trí trận địa mai phục. Sáng sớm ngày hôm sau, quân Minh phát động tấn công. Quân Lam Sơn giả thua, dụ quân Minh vào trận địa phục kích. Quân Minh thua lớn, phải rút về xây đồn đắp lũy ở mạn Nam sông Lam, cố thủ tại đây nhằm ngăn chặn quân Lam Sơn tiến đánh thành Nghệ An. Do chỉ còn ít lương thực, Lê Lợi cho đốt trại và giả vờ rút lui về Trà Lân, mục đích dụ quân Minh rời khỏi vị trí. Nghĩa quân đi đường tắt bố trí mai phục ở Bồ Ải. Cho rằng nghĩa quân rút lui vì hết lương, quân Minh đuổi theo đóng quân tại doanh trại quân Lam Sơn cũ ở Khả Lưu, lên kế hoạch cố thủ lâu dài. Ngày hôm sau, Lê Lợi sai người tới khiêu chiến, dụ quân Minh đuổi theo. Quân Minh trúng kế, bị nghĩa quân Lam Sơn từ các phía xông ra đánh bại, nhiều tướng lĩnh bị giết hoặc bị bắt. Chịu tổn thất lớn, Trần Trí buộc phải rút tàn quân về thành Nghệ An cố thủ.

#### Vây hãm thành Nghệ An
Sau khi rút quân từ chiến trường Khả Lưu, Bồ Ải về thành Nghệ An, Trần Trí quyết định cố thủ, không nghênh chiến. Vận dụng kinh nghiệm có được trong chiến dịch đánh thành Trà Lân, Lê Lợi một mặt cho vây thành, một mặt phái quân đi đánh các căn cứ lẻ tẻ nằm rải rác trên toàn phủ Nghệ An. Mục tiêu của ông là mở rộng hậu phương, cô lập lực lượng của Trần Trí và đề phòng viện binh từ các nơi khác đến. Trên núi Thiên Nhẫn ở đối diện thành Nghệ An, Lê Lợi cho xây dựng thành lũy, doanh trại mới làm nơi đóng quân. Từ trên đỉnh núi, nghĩa quân có thể quan sát và nắm bắt nhất cử nhất động của quân Minh bên trong thành. Cùng lúc đó, nghĩa quân Lam Sơn thành công thu phục cả 20 châu huyện thuộc phủ Nghệ An, qua đó làm chủ khu vực tương đương tỉnh Hà Tĩnh và phía Nam Nghệ An ngày nay. Trước uy thế ngày một gia tăng của Lê Lợi, nhiều tù trưởng ở vùng miền núi phía Tây Nghệ An và quan lại địa phương đều lần lượt quy thuận và gia nhập nghĩa quân.
Ngày 2 tháng 5 năm 1425, trước những diễn biến bất lợi ở Nghệ An, tướng trấn thủ Đông Quan là Lý An đem đại đội thủy quân theo đường biển tiến vào cứu viện. Ngày 14 tháng 5, khi viện binh đến nơi, Trần Trí mang hết quân trong thành ra ngoài để phối hợp tấn công quân Lam Sơn, dự định đi ngược dòng sông La tiến đánh căn cứ ở Đỗ Gia và dùng nơi này làm bàn đạp đánh lên đại bản doanh của nghĩa quân trên núi Thiên Nhẫn. Tuy nhiên, khi tiến đến cửa sông Khuất, quân Minh bất ngờ lọt vào trận địa mai phục của nghĩa quân và bị đánh bại, phải rút chạy về Nghệ An. Trần Trí quyết định để Phương Chính, Lý An ở lại giữ thành, còn mình rút theo đường biển về Đông Quan củng cố lại lực lượng, chuẩn bị cho cuộc phản công mới. Lệ Lợi lệnh Nguyễn Trãi viết thư khiêu khích, song Phương Chính vẫn quyết giữ vững vị trí, không ra khỏi thành nghênh chiến.

#### Lam Sơn làm chủ phía Nam
Sau khi làm chủ phía Nam Nghệ An, các tướng lĩnh Lam Sơn quyết định tiến đánh vùng Diễn Châu và Thanh Hóa. Do phần lớn binh lính đã được Trần Trí, Phương Chính kéo vào Nghệ An từ trước, lực lượng nhà Minh ở thành Tây Đô lúc bấy giờ đã mỏng hơn rất nhiều. Tháng 6 năm 1425, Đinh Lễ được lệnh đem quân đi chiêu dụ các vùng nông thôn ở phía Bắc Nghệ An và Thanh Hóa. Sau khi hoàn thành nhiệm vụ, ông cho dựng thành Động Đình nằm cách Diễn Châu khoảng 10 km để chuẩn bị cho một cuộc bao vây. Tướng trấn thủ Diễn Châu là Thôi Tụ biết tin, bèn đóng cửa cố thủ trong thành. Để giúp thành Diễn Châu có thể cầm cự lâu dài, Trần Trí sai người đưa thuyền lương vào tiếp tế. Biết được quân trong thành sẽ phải rời thành lấy lương, Đinh Lễ tiến hành phục kích, thành công chiếm được nhiều thuyền bè, lương thực của đối phương. Quân Minh tan vỡ, một phần chạy ra Tây Đô, số còn lại rút vào thành Diễn Châu tiếp tục cố thủ.
Trên đà thắng lợi, Đinh Lễ để một bộ phận binh lính ở lại vây thành Diễn Châu, còn ông mang theo đại quân truy đuổi quân Minh ra thành Tây Đô. Được tin chiến thắng ở Diễn Châu, Lê Lợi lập tức cử Lý Triện, Lê Sát, Lưu Nhân Chú và Bùi Bị dẫn 2.000 quân và 2 thớt voi ra Thanh Hóa hỗ trợ Đinh Lễ. Bị tấn công bất ngờ, quân Minh ở Tây Đô không chống cự nổi, phải đóng cửa thành cố thủ. Không chủ trương bao vây thành, nghĩa quân chỉ để lại một bộ phận nhỏ ở lại trước thành, số còn lại thì được chia ra đi thu phục các châu huyện. Được sự hưởng ứng mạnh mẽ từ dân chúng, quân Lam Sơn nhanh chóng làm chủ toàn bộ phủ Thanh Hóa. Quyền lực của nhà Minh tại các vùng nông thôn sụp đổ hoàn toàn. Quân Minh chỉ còn kiểm soát thành Tây Đô, bị cô lập và không thể liên lạc với Đông Quan hay các thành trì khác.
Tháng 7 năm 1425, chỉ 1 năm sau khi Minh Thành Tổ qua đời, nghĩa quân Lam Sơn đã làm chủ ba phủ Thanh Hóa, Diễn Châu và Nghệ An. Với việc mất quyền kiểm soát các vùng đất này, quân Minh ở Tân Bình và Thuận Hóa vốn đã mỏng, nay lại bị cô lập, mất hẳn liên lạc với những thành trì khác. Tháng 8 năm 1425, nghĩa quân Lam Sơn chia làm hai cánh: Cánh thứ nhất do Trần Nguyên Hãn cùng 1.000 quân và 1 thớt voi, đi theo đường thượng đạo tiến vào Nam; Cánh còn lại do Lê Ngân chỉ huy, gồm 70 thuyền chiến theo đường biển tiến vào. Trần Nguyên Hãn đến sông Gianh thì đụng độ với quân Minh do Nhâm Năng chỉ huy. Nghĩa quân Lam Sơn tiếp tục áp dụng lối đánh du kích, thành công tiêu diệt cánh quân Minh này.
Cũng áp dụng kế sách tương tự như các lần trước, quân Lam Sơn một mặt tiến hành vây thành Tân Bình, Thuận Hóa, một mặt phân tản đi bình định châu huyện xung quanh. Chỉ sau ít ngày, toàn bộ đất đai ở Tân Bình, Thuận Hóa đều đã rơi vào tay nghĩa quân. Trước thanh thế vang dội của nghĩa quân, số lượng người tòng quân ngày càng nhiều. Sau khi thiết lập lại bộ máy chính quyền mới và xây dựng một lực lượng vũ trang địa phương để tiếp tục vây thành, Trần Nguyên Hãn và các tướng rút quân trở về Nghệ An, chuẩn bị cho những chiến dịch mới sắp tới.

## Quân Lam Sơn tiến ra Bắc (1426)

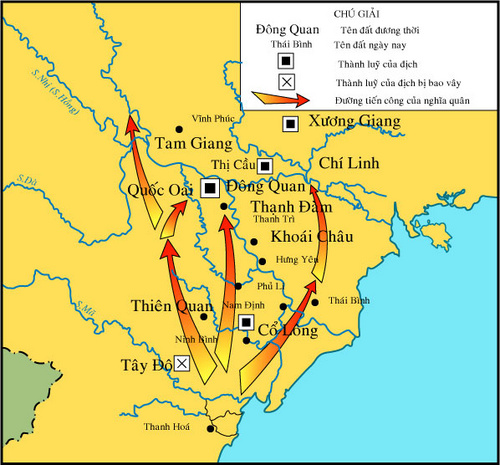
Các hướng tiến quân ra Bắc của quân Lam Sơn

Chỉ trong vòng 10 tháng kể từ khi chuyển hướng chiến lược vào Nam, cả một vùng đất rộng lớn từ Thanh Hóa vào tới Thuận Hóa đều rơi vào tay quân Lam Sơn, ngoại trừ một số khu vực đơn lẻ như thành trì vẫn được quân Minh cố thủ, nằm chơ vơ như "những hòn đảo giữa biển cả". Tương quan lực lượng giữa giữa hai bên đã có những biến đổi, khi lực lượng nhà Minh còn lại ở Giao Chỉ không còn đủ sức để uy hiếp phong trào Lam Sơn về mặt quân sự. Cũng trong thời gian này, nhiều phong trào khởi nghĩa ở miền Bắc Giao Chỉ lần lượt khởi phát. Ngoài các cuộc nổi dậy của người Việt, phong trào Quân Áo Đỏ của người miền núi cũng phát triển mạnh ở vùng Tây Bắc, thậm chí còn lan cả sang Vân Nam. Trần Trí cùng thổ quan Đèo Cát Hãn nhiều lần xuất quân đánh dẹp nhưng đều thất bại, buộc phải cố thủ trong thành Đông Quan chờ viện binh. Quân Minh không đủ lực lượng để tổ chức các chiến dịch tiễu trừ các cuộc nổi dậy lẻ tẻ ở miền Bắc, lại càng không thể giải vây cho các thành trì phía Nam. Nhận thấy thời cơ đã chín muồi, Lê Lợi quyết định chuyển hướng tiến quân ra miền Bắc.
Tại Bắc Kinh, ngày 29 tháng 5 năm 1425, Minh Nhân Tông qua đời sau chưa đầy một năm trị vì. Thái tử Chu Chiêm Cơ kế vị, tức Minh Tuyên Tông. Trước áp lực ngày càng lớn ở Giao Chỉ, Tuyên Tông đề xuất phục hồi dòng dõi nhà Trần và tái lập chế độ phiên thuộc như thời Hồng Vũ, ba năm cống một lần, nhằm ổn định địa phương và giảm gánh nặng chiến tranh cho triều đình. Tuy nhiên, trong nội bộ triều đình Minh nảy sinh hai luồng quan điểm: phe Kiển Nghĩa và Hạ Nguyên Cát chủ trương tiếp tục động binh, trong khi phe Dương Sĩ Kỳ và Dương Vinh ủng hộ chủ trương lui binh của hoàng đế. Lúc bấy giờ, Tuyên Tông – tạm thời bị thuyết phục bởi phe chủ chiến – đã quyết định tăng cường lực lượng tại Giao Chỉ. Ngày 20 tháng 4 năm 1426, ông cử hai đạo viện binh sang để hỗ trợ Trần Trí: một đạo do Vương An Lão chỉ huy tiến theo đường Vân Nam, một đạo do Vương Thông chỉ huy tiến theo đường Quảng Tây. Tuy nhiên, lực lượng này cần tới 6 tháng để tập hợp và đến Đông Quan. Được tin viện binh đối phương sắp sang, nghĩa quân Lam Sơn lên kế hoạch tiến quân ra Bắc.

### Những cuộc đụng độ đầu tiên trên đất Bắc
Cuối tháng 8, đầu tháng 9 năm 1426, Lê Lợi chia quân cho các tướng làm 3 cánh tiến ra Bắc. Cánh quân thứ nhất do Phạm Văn Xảo, Lý Triện, Trịnh Khả và Đỗ Bí chỉ huy gồm 3.000 quân, 1 thớt voi chiến men theo đường Thiên Quan đến Tuyên Quang. Cánh này có nhiệm vụ uy hiếp thành Đông Quan từ phía Tây, đồng thời chặn viện binh đối phương từ Vân Nam. Cánh thứ hai gồm 4.000 quân và 2 thớt voi chiến do Lưu Nhân Chú và Bùi Bị chỉ huy ra Thiên Trường, Kiến Xương chiếm cửa sông Hồng để ngăn quân Minh rút từ Nghệ An về theo đường thủy rồi sau tiến lên Khoái Châu, Bắc Giang, Lạng Giang để chặn viện binh từ Quảng Tây tới. Cánh thứ ba gồm 2.000 quân do Đinh Lễ, Nguyễn Xí tiến sau để "phô trương thanh thế". Nhờ dân chúng nhiệt thành giúp sức, quân Lam Sơn dù có quân số tương đối nhỏ vẫn hoạt động được rộng khắp vùng đồng bằng, trung và thượng du phía Bắc Việt Nam.
Ngày 12 tháng 10, cánh quân Phạm Văn Xảo và Lý Triện áp sát thành Đông Quan từ phía Tây Nam. Cho rằng quân Lam Sơn mới từ xa tới, quân Minh xuất thành, tiến hành phản công ở Ninh Kiều, song bị đẩy lui, chịu tổn thất tới hơn 2.000 người. Sau thắng lợi này, cánh quân Lam Sơn này chia làm hai, Phạm Văn Xảo và Trịnh Khả đi ngược sông Hồng lên Tam Đới để cắt đứt đường viện binh của quân Minh từ Vân Nam, trong khi Lý Triện, Đỗ Bí cùng số binh lính còn lại đóng ở phía Tây sông Đáy. Hoạt động của cánh quân Lưu Nhân Chú và Bùi Bị không được sử sách ghi chép lại, song nhiệm vụ của họ có thể đã thất bại khi hai tướng Minh là Lý An, Phương Chính đã từ Nghệ An vượt biển rút về Đông Quan thành công. Ngày 20 tháng 10, cánh quân do Phạm Văn Xảo, Trịnh Khả chỉ huy đánh bại 10.000 viện binh quân Minh dưới trướng Vương An Lão từ Vân Nam. Quân Minh tổn thất hơn nghìn người, chết đuối rất nhiều, số còn lại tháo chạy vào thành Tam Giang cố thủ. Cùng ngày, Lý Triện cũng đánh bại một đợt xuất kích của quân Minh tại Nhân Mục.

### Vương Thông tiếp quản binh quyền
Ngày 31 tháng 10 năm 1426, Vương Thông tiến vào thành Đông Quan, tiếp nhận quyền chỉ huy toàn bộ lực lượng Đại Minh ở Giao Chỉ. Các tướng bại trận như Trần Trí, Phương Chính bị triều đình nhà Minh cách chức và được cho phép lập công chuộc tội. Với sự có mặt của viện binh do Vương Thông mang sang cũng như quân của Phương Chính từ Nghệ An rút về, sức mạnh quân đội nhà Minh tại Đông Quan đã nhanh chóng được tăng cường. Ngày 5 tháng 11, sau khi dành vài ngày chấn chỉnh và phiên chế lại quân đội, nghiên cứu đường đi nước bước của quân Lam Sơn, Vương Thông quyết định mở một cuộc phản công nhằm xoay chuyển tình thế. Ông chia quân làm 3 đạo xuất phát, mỗi đạo cách nhau khoảng từ 10 đến 15 km theo đường chim bay. Đích thân Vương Thông dẫn một đạo từ thành Đông Quan theo cầu Tây Dương (Cầu Giấy) tiến binh ra Cổ Sở; Phương Chính theo cầu Yên Quyết tiến ra Sa Đôi; Mã Kỳ và Sơn Thọ theo cầu Nhân Mục tiến ra Thanh Oai.
Về phía quân Lam Sơn, Lý Triện và Đỗ Bí bấy giờ đóng về phía Nam, gần cánh Mã Kỳ nhất. Sau khi mai phục sẵn tại đồng Cổ Lãm, quân Lam Sơn tung một lực lượng nhỏ ra khiêu chiến rồi giả vờ rút lui để dụ đối phương. Hăm hở truy đuổi, quân Minh tiến thẳng vào trận địa mai phục ở khu vực ruộng nước tại Tam La. Nhân lúc quân Minh bị mắc kẹt trong bùn lầy, quân Lam Sơn mai phục lập tức xông ra đánh thọc sườn. Bị mắc kẹt, quân Minh mất khả năng chống đỡ, chỉ còn cách cố gắng tháo chạy theo đường cũ và bị đuổi đánh đến tận cầu Nhân Mục. Thất bại ở Tam La khiến kế hoạch ba mũi tiến công của quân Minh phá sản, buộc Vương Thông phải thay đổi kế hoạch tác chiến và không còn khinh địch như trước. Ngày 6 tháng 11 năm 1426, cánh quân của Lý Triện, Đỗ Bí tiến hành tập kích doanh trại ngoại vi của quân Minh ở bến Cổ Sở. Tuy nhiên, do đề phòng từ trước, Vương Thông bố trí sẵn quân mai phục, đánh bại cuộc tập kích của quân Lam Sơn. Cuộc tập kích thất bại, Lý Triện, Đỗ Bí buộc phải tháo chạy về giữ nơi hiểm yếu.

### Tốt Động – Chúc Động
Nhân đà thắng lợi, Vương Thông dự định lợi dụng sự áp đảo về mặt quân số để phát động tấn công vào tổng hành dinh quân Lam Sơn ở Ninh Kiều. Tuy nhiên, khi đuổi đến nơi, ông mới phát hiện rằng quân Lam Sơn đã rời đi. Không nắm bắt được hành tung của quân Lam Sơn, quân Minh đang trong thế chủ động tấn công bị đặt vào thế bị động. Trước tình hình trên, Trần Hiệp cùng nhiều người khác quan sát thấy địa thế hiểm trở, đề nghị cho trinh sát đi dò xét trước. Vương Thông, tự tin vì nắm trong tay binh lực áp đảo đối phương, vẫn hạ quyết tâm truy đuổi quân Lam Sơn. Ông chia lực lượng làm hai đạo chính binh và kỳ binh. Đích thân Vương Thông chỉ huy chính binh sẽ vượt sông Đáy tại Ninh Kiều để tiến thẳng tới Cao Bộ. Đạo kỳ binh bao gồm kỵ binh và pháo binh cũng bí mật vượt sông Đáy, đi đường vòng qua Tốt Động, Yên Duyệt và từ phía sau nổ pháo nhằm đánh lạc hướng quân Lam Sơn. Đạo chính binh sau khi nghe pháo hiệu sẽ cùng đạo kỳ binh từ hai mặt giáp công.
Sáng ngày 7 tháng 11 năm 1426, quân Minh chia ra tiến đánh doanh trại quân Lam Sơn từ hai hướng. Dựa trên thông tin tình báo, phía Lam Sơn đã nắm bắt được kế hoạch trên. Khi đạo chính binh do Vương Thông chỉ huy đến Tốt Động, quân Lam Sơn chủ động bắn pháo để nhử đối phương vào bẫy. Nghe tiếng pháo nổ, quân Minh lầm tưởng đây là pháo hiệu của đạo kỳ binh. Ngoài ra, do không thấy bất kỳ động tĩnh gì – vì binh sĩ Lam Sơn được lệnh nghe tiếng pháo vẫn nằm im – Vương Thông cho rằng xung quanh không có địch và hạ lệnh tiếp tục tiến công. Tiền quân quân Minh lọt giữa trận địa mai phục ở Tốt Động, quân Lam Sơn ở các vị trí đồng loạt xông ra tấn công từ nhiều hướng. Bị tấn công bất ngờ trong điều kiện thời tiết và địa hình bất lợi, các đơn vị nhà Minh sa lầy, mất khả năng chiến đấu. Tại Chúc Động, hậu quân Vương Thông lúc bấy giờ vừa mới vượt sông Đáy thì bị phục binh tấn công và bị tiêu diệt. Đạo kỳ binh quân Minh – vốn có nhiệm vụ đi đường tắt đến Cao Bộ để nổ pháo đánh lạc hướng – vội vàng rút lui về Đông Quan trong hỗn loạn sau khi nhận được tin quân chủ lực bị tiêu diệt.

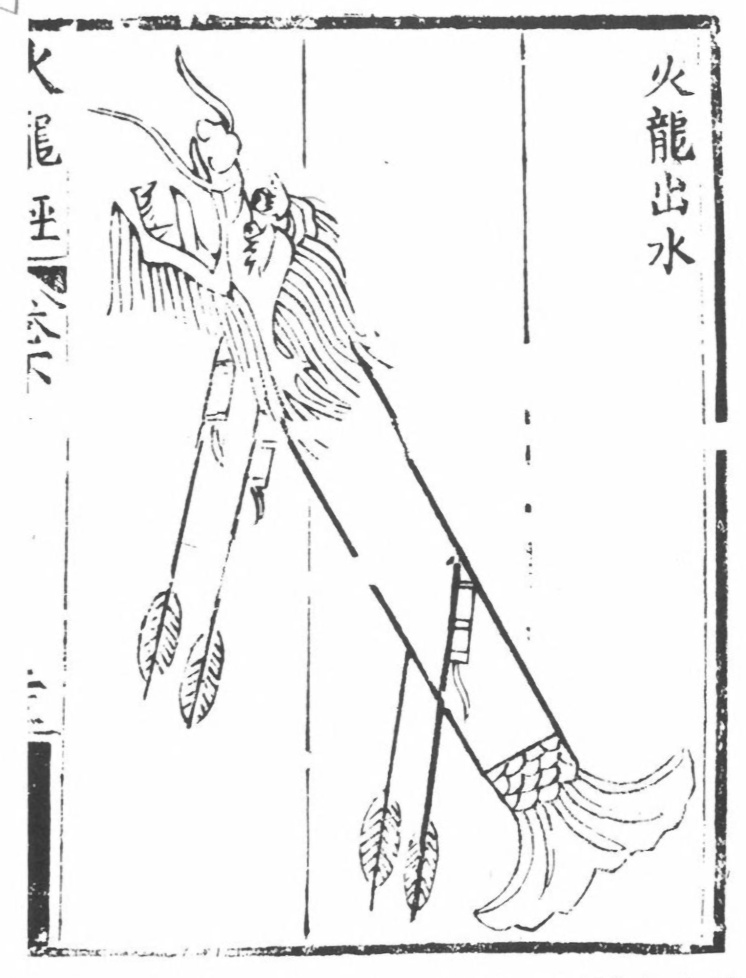
Trong giai đoạn đầu của cuộc khởi nghĩa Lam Sơn, quân Minh sở hữu ưu thế công nghệ vượt trội với các loại vũ khí, quân trang hiện đại, giúp họ duy trì áp đảo trên chiến trường. Tuy nhiên, theo thời gian, nghĩa quân Lam Sơn không ngừng tiếp thu và tận dụng công nghệ từ chính quân Minh, dần thu hẹp khoảng cách và có thể đối đầu ngang sức với đối phương. Hình minh họa Hỏa long xuất thủy, một loại tên lửa sơ khai được ghi nhận trong sách Hỏa long kinh của Lưu Bá Ôn.

Toàn bộ quân Minh rút lui qua đường Chúc Động đều bị nghĩa quân Lam Sơn chặn đánh quyết liệt. Trần Hiệp tử trận, bản thân Vương Thông bị thương nặng, cùng Mã Kỳ mở được đường máu qua Ninh Kiều chạy về Đông Quan. Một bộ phận tàn quân theo Phương Chính tháo chạy lên bến Cổ Sở và về được Đông Quan. Sau trận chiến, quân Lam Sơn thu thập được vô số ngựa, quân tư, khí giới và xe cộ. Ngược lại, do tổn thất về mặt khí tài quá lớn, Vương Thông buộc phải phá chuông Quy Điền và vạc Phổ Minh – hai trong số bốn An Nam tứ đại khí – để làm đạn dược và vũ khí. Bên cạnh những khí giới thu thập được, hàng binh và tù binh giúp quân Lam Sơn tiếp thu thêm công nghệ quân sự của người Minh. Theo thời gian, khoảng cách về mặt công nghệ giữa hai bên dần thu hẹp. Bằng cách sử dụng công nghệ của người Minh để chống lại chính họ, các loại vũ khí thu thập hoặc chế tạo mới đã góp phần không nhỏ vào các chiến thắng tương lai của quân Lam Sơn. Với những tổn thất nặng nề của quân Minh trong trận Tốt Động – Chúc Động, tình thế cuộc chiến ngày càng nghiêng về phía có lợi cho nghĩa quân Lam Sơn.

### Bao vây Đông Quan
Sau khi nhận được tin thắng lợi ở Tốt Động – Chúc Động, Lê Lợi lúc bấy giờ vẫn còn ở Thanh Hóa liền dẫn đại quân ra Bắc để trực tiếp chỉ huy chiến dịch đánh Đông Quan. Đêm ngày 22 tháng 11 năm 1426, lực lượng thủy quân Lam Sơn của Trần Nguyên Hãn và Bùi Bị ở phía Đông và bộ binh của Đinh Lễ từ phía Tây phối hợp tấn công, phóng hỏa các doanh trại quân Minh bên ngoài thành Đông Quan. Quân của Phương Chính làm nhiệm vụ giữ các căn cứ ngoại vi bị tấn công bất ngờ, buộc phải tháo chạy vào bên trong thành. Quân Lam Sơn thu được nhiều thuyền bè cùng vũ khí do quân Minh để lại. Sau khi để mất các doanh trại cũng như các vùng nông thôn rộng lớn bên ngoài thành Đông Quan, Vương Thông chỉ còn cách thúc thủ trong thành, trông chờ viện binh sang cứu.
Trong tình trạng bị vây hãm nghiêm ngặt, quân Minh trong thành Đông Quan đối diện với tình huống "tứ diện Sở ca". Việc mất liên lạc với bên ngoài khiến Vương Thông không thể điều động được quân các thành khác – vốn cũng đang trong tình cảnh tương tự như Đông Quan – về ứng cứu, cũng như không thể cầu viện triều đình. Về phía quân Lam Sơn, tuy đã giành thế thượng phong, song lúc bấy giờ vẫn chưa đủ sức công thành Đông Quan vốn rất kiên cố. Lê Lợi một mặt cho quân tiếp tục vây hãm, một mặt cho Nguyễn Trãi viết thư chiêu hàng Vương Thông. Trong tình thế hiểm nghèo, Vương Thông viện cớ tìm lại Bình An Nam chiếu của Minh Thành Tổ năm 1407 khi đánh nhà Hồ, ra điều kiện rằng ông sẽ rút quân nếu Lê Lợi lập con cháu nhà Trần làm vua. Trước yêu sách trên, Lê Lợi lập Trần Cảo – một người được cho là cháu nội của Trần Nghệ Tông – làm vua. Sau khi Lê Lợi làm theo yêu cầu, tiến trình nghị hòa giữa hai bên đã được bắt đầu. Vương Thông cũng được phía Lam Sơn ra điều kiện phải hạ lệnh cho quân đội các nơi giao trả thành, rút về Đông Quan. Theo mệnh lệnh từ cấp trên, ngoại trừ Thanh Hóa, quân Minh đóng tại các thành trì còn lại ở Nghệ An, Diễn Châu, Tân Bình, Thuận Hóa đều lần lượt mở cửa ra hàng quân Lam Sơn.
Chủ ý cầu hòa của Vương Thông gặp phải sự phản ứng dữ dội từ phái chủ chiến, dẫn đầu là Phương Chính, Mã Kỳ – những người từng có nhiều năm phục vụ trên đất Giao Chỉ – và những quan lại người Việt như Trần Phong và Lương Nhữ Hốt. Trong lúc Vương Thông đang lưỡng lự thì Minh Tuyên Tông một lần nữa cử một đạo binh lớn sang Giao Chỉ do Liễu Thăng chỉ huy. Cho rằng tình thế hiện tại đã thay đổi, Vương Thông quyết định từ bỏ chủ trương nghị hòa. Ông cho gia cố thành Đông Quan nhằm chuẩn bị cho trận chiến sắp tới.

## "Vây thành diệt viện" (1427)

### Nỗ lực cứu vãn của Minh Tuyên Tông

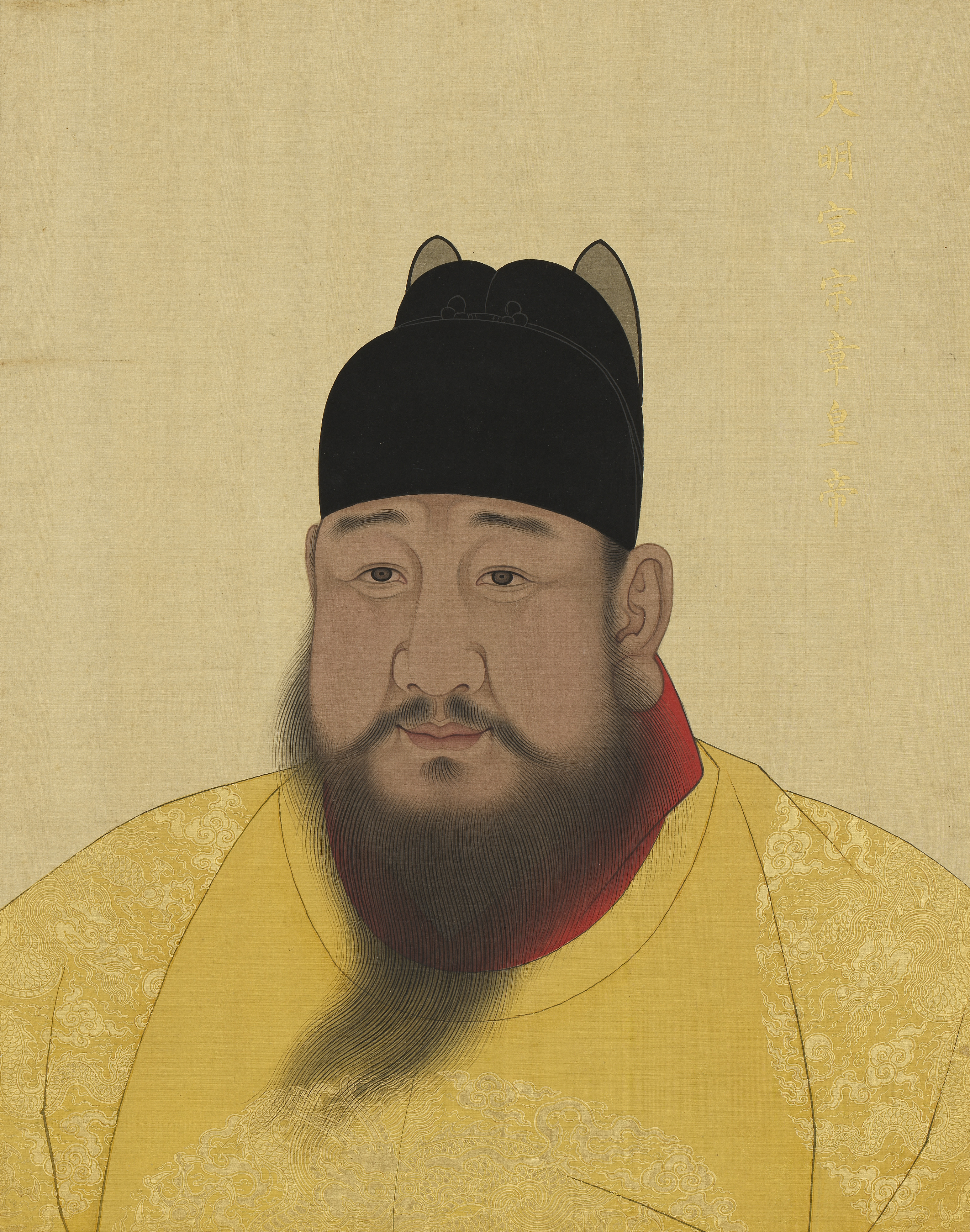
Tuy không còn mặn mà với Giao Chỉ, Minh Tuyên Tông (hình) vẫn quyết tâm trấn áp phong trào Lam Sơn trước khi lui binh

Ngày 23 tháng 1 năm 1427, trong nỗ lực cứu vãn tình thế ở Giao Chỉ, Minh Tuyên Tông xuống chiếu lệnh Liễu Thăng và Mộc Thạnh dẫn 70.000 quân sang giải nguy cho Vương Thông. Đến tháng 4 cùng năm, triều đình Minh tiếp tục điều thêm 45.200 binh lính, nâng tổng số quân viện binh lên 115.200 người. Lực lượng này chia làm hai cánh tiến vào Giao Chỉ, trong đó cánh quân chủ lực do Liễu Thăng chỉ huy tiến theo đường Quảng Tây, trong khi Mộc Thạnh thống lĩnh cánh quân còn lại tiến theo đường Vân Nam. Tuy phát động một chiến dịch quân sự quy mô lớn, Minh Tuyên Tông vẫn giữ nguyên chủ trương chấm dứt chế độ cai trị trực tiếp tại An Nam. Kế hoạch của triều đình nhà Minh là trước hết đánh bại lực lượng của Lê Lợi, sau đó tìm lập hậu duệ nhà Trần để tái thiết lập chế độ tông phiên như cũ.

### Cô lập Vương Thông
Sau khi nhận tin viện binh nhà Minh sắp tiến vào Giao Chỉ, nhiều tướng lĩnh Lam Sơn đề xuất đánh gấp thành Đông Quan. Tuy nhiên, Lê Lợi cho rằng "đánh thành là hạ sách", đặc biệt trong bối cảnh có nguy cơ bị giáp công từ nhiều hướng, nên chủ trương áp dụng chiến lược "vây thành, diệt viện". Nhận thấy lực lượng Lam Sơn không đủ mạnh để cùng lúc vây hãm Đông Quan và đối phó cả hai đạo quân tiếp viện, Lê Lợi quyết định tập trung binh lực để lần lượt tiêu diệt từng cánh quân riêng biệt. Ngoài ra, nhằm ngăn chặn mọi khả năng liên lạc giữa các cánh quân cứu viện với các thành trì còn lại của quân Minh, Lê Lợi đã hạ lệnh tấn công đồng loạt toàn bộ các cứ điểm trên tuyến đường từ biên giới Trung Quốc đến Đông Quan. Bùi Quốc Hưng được lệnh vây đánh thành Điêu Diêu và Thị Cầu, Lê Sát và Lê Thụ vây đánh thành Khâu Ôn, Trịnh Khả và Đỗ Khuyển vây đánh thành Tam Giang. Đồng thời, để gia tăng áp lực lên Vương Thông trong thành Đông Quan, Lê Lợi hạ lệnh phong tỏa toàn bộ bốn cửa thành. Bên cạnh đó, bất chấp thỏa thuận trước đó, ông còn cho đánh chặn các lực lượng nhà Minh đang rút từ phía Nam về, do lo ngại nhóm quân này có thể bổ sung lực lượng cho Vương Thông tại Đông Quan.
Ngày 9 tháng 2 năm 1427, Lê Sát và Lê Thụ phá thành Khâu Ôn. Tin thất thủ nhanh chóng lan rộng, gây tác động mạnh đến tinh thần của quân Minh đang trấn giữ các thành lũy trên tuyến đường từ biên giới về Đông Quan. Nhân cơ hội đó, Nguyễn Trãi viết thư dụ hàng gửi đến Trương Lân và Trần Vân, hai tướng trấn thủ thành Điêu Diêu đang bị Bùi Quốc Hưng bao vây. Trước lời lẽ thuyết phục, cả hai quyết định đầu hàng và đem quân ra quy thuận. Cũng trong thời gian này, theo lệnh của Lê Lợi, Nguyễn Trãi nhiều lần gửi thư chiêu hàng Vương Thông, đồng thời yêu cầu trao trả tù binh. Dù bên ngoài tỏ ý chấp thuận và cam kết sẽ triệt thoái quân chủ lực khỏi Đông Quan, Vương Thông thực chất chỉ đang cố kéo dài thời gian để chờ viện binh từ Trung Quốc sang tiếp ứng.
Ngày 4 tháng 3 năm 1427, nhằm tìm kiếm một chiến thắng để khích lệ tinh thần quân sĩ, Phương Chính bất ngờ xuất quân tập kích doanh trại của Lý Triện tại Quả Động. Bị tấn công bất ngờ, quân Lam Sơn không kịp trở tay, Đỗ Bí bị bắt, Lý Triện tử trận. Tuy nhiên, thắng lợi này là không đủ để củng cố tinh thần quân Minh. Ngay sau sự việc ở bên ngoài thành Đông Quan, quan quân giữ thành Thị Cầu đã buộc phải mở cửa đầu hàng sau một thời gian bị Nguyễn Chích vây đánh gắt gao. Nhằm cứu vãn tình thế, ngày 16 tháng 3, Vương Thông tổ chức một cuộc tập kích tại bãi Sa Đôi nhưng không thành công. Ngày 2 tháng 4, Nguyễn Trãi thành công dụ hàng Lưu Thanh, tướng giữ thành Tam Giang – tòa thành cuối cùng trên tuyến đường từ Vân Nam sang Đông Quan. Lo ngại tình hình tiếp tục xấu đi, ngày 4 tháng 4, Vương Thông trực tiếp chỉ huy một đội quân tinh nhuệ tập kích doanh trại Tây Phù Liệt do Lê Nguyễn trấn thủ. Đinh Lễ và Nguyễn Xí dẫn 500 quân thiết đột tới tiếp viện, phối hợp phản công từ hai hướng, buộc quân Minh phải rút lui. Tuy nhiên, do mải mê truy kích, cả Đinh Lễ lẫn Nguyễn Xí đều bị đối phương bắt sống. Đinh Lễ bị xử tử còn Nguyễn Xí may mắn vượt ngục trốn ra ngoài thành công.

### Đánh chặn viện binh nhà Minh

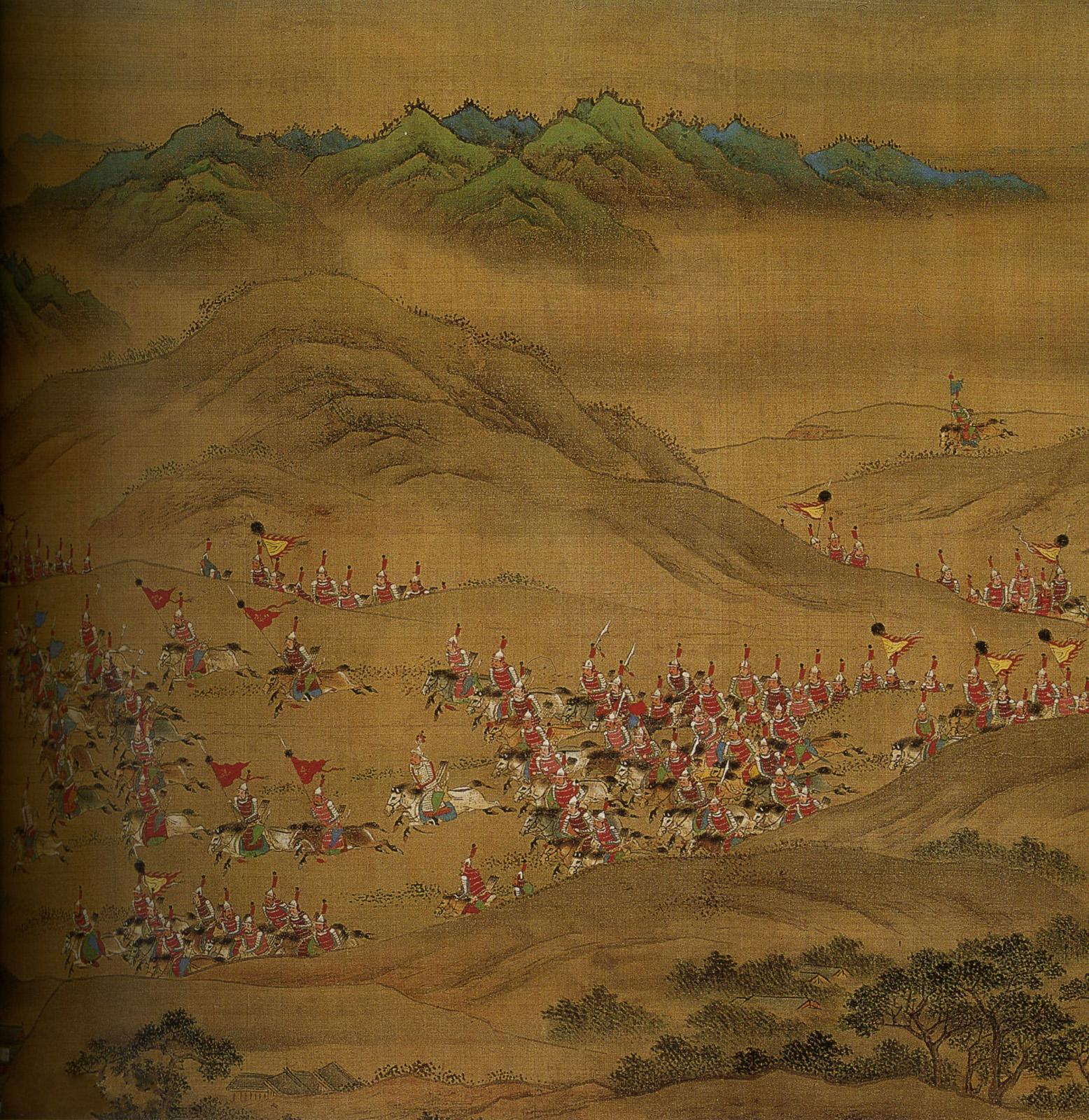
Kỵ binh nhà Minh xung kích, trích xuất từ bức Bình phiên đắc thắng đồ (平番得胜图) vẽ vào đời Vạn Lịch, mô tả cuộc bình định các bộ tộc ở vùng Tây Bắc Trung Quốc.

Chủ trương chặn đánh viện binh nhà Minh ở biên giới, Lê Lợi bố trí Trần Lựu, Lê Bôi đóng quân ở ải Pha Lũy để chặn đạo quân từ phía Quảng Tây tiến sang; Trần Ban lên giữ ải Lê Hoa để ngăn chặn đạo quân từ phía Vân Nam. Lúc bấy giờ, tất cả thành trì trên đường từ Đông Quan lên Lê Hoa và Pha Lũy đều đã rơi vào tay quân Lam Sơn, duy tại thành Xương Giang, quân Minh dưới sự chỉ huy của Lý Nhiệm vẫn chống cự quyết liệt. Tháng 7 năm 1427, do Liễu Thăng, Mộc Thạnh chưa thể xuất quân vì chưa tập hợp đủ binh lực, triều đình nhà Minh vội sai tổng binh Quảng Tây là Cố Hưng Tổ đưa quân địa phương sang Giao Chỉ trước. Tuy nhiên, khi vừa đến ải Pha Lũy, lực lượng này đã bị Trần Lựu và Lê Bôi phục kích và đánh bại.
Hay tin Cố Hưng Tổ thất bại, Liễu Thăng và Mộc Thạnh lập tức khởi binh đến Giao Chỉ. Nhằm đánh chiếm Xương Giang trước khi các đạo viện binh của nhà Minh đến nơi, Trần Nguyên Hãn và Lê Sát nhanh chóng tổ chức tấn công thành. Với ưu thế về binh lực, bộ chỉ huy Lam Sơn triển khai tấn công từ bốn hướng, sử dụng chiến cụ, hỏa pháo và đào địa đạo nhằm phá vỡ hệ thống phòng ngự. Tuy nhiên, các đợt công kích ban đầu đều bị quân Minh do Lý Nhiệm chỉ huy đẩy lùi. Mặc dù giữ vững thành trong những đợt tấn công đầu tiên, quân Minh tại Xương Giang khi đó đã suy yếu nghiêm trọng do thiếu hụt lương thực và nhân lực sau thời gian dài bị bao vây. Ngày 28 tháng 9 năm 1427, quân Lam Sơn mở cuộc tổng công kích, phá vỡ phòng tuyến và chiếm được thành. Lý Nhiệm cùng nhiều tướng lĩnh nhà Minh đồng loạt tự sát, hàng nghìn binh lính và dân thường không chịu hàng đều bị quân Lam Sơn thảm sát.
Sau khi loại bỏ chướng ngại cuối cùng là thành Xương Giang, quân Lam Sơn bắt đầu chuẩn bị đối phó với viện binh nhà Minh. Nhằm đón đánh cánh quân chủ lực do Liễu Thăng chỉ huy, Lê Lợi bố trí Lê Sát, Lưu Nhân Chú, Lê Văn Linh, Đinh Liệt mai phục ở ải Chi Lăng, đồng thời cử Lê Văn An, Nguyễn Lý làm lực lượng ứng chiến. Đối với cánh quân thứ hai từ Vân Nam, Lê Lợi nhận định Mộc Thạnh là người thận trọng, sẽ ngồi chờ thắng bại của Liễu Thăng mới hành động nên ra lệnh cho các tướng trấn giữ ải Lê Hoa cố thủ không đánh. Khi quân tiên phong do đích thân Liễu Thăng chỉ huy đến ải Pha Lũy, Trần Lựu liên tục giả vờ thua chạy về ải Lưu, rồi lại chạy về ải Chi Lăng. Cho rằng quân Lam Sơn yếu ớt, Liễu Thăng cùng hơn 100 kỵ binh tách khỏi đại quân tiến hành truy kích. Khi đến bên sườn núi Mã Yên, Liễu Thăng bị phục binh của Lê Sát, Trần Lựu đổ ra giết chết.
Mất đi chủ soái, đại quân nhà Minh do Hoàng Phúc, Thôi Tụ chỉ huy tìm cách rút về thành Xương Giang, nhưng khi đến nơi mới hay tin thành đã thất thủ. Lê Lợi lập tức sai Trần Nguyên Hãn chặn đường tiếp tế lương thảo, đồng thời cử Phạm Vấn và Nguyễn Xí hợp lực với Lê Sát tấn công, tiêu diệt toàn bộ lực lượng Minh còn lại tại Xương Giang. Thôi Tụ bị giết, Hoàng Phúc đầu hàng nên được tha mạng. Ở hướng Tây, Mộc Thạnh đang đóng quân tại vùng từ ải Lê Hoa đến Lãnh Thủy Câu, khi nghe tin Liễu Thăng tử trận liền hạ lệnh lui binh. Tuy nhiên, trên đường rút, ông bị lực lượng do Phạm Văn Xảo và Trịnh Khả chỉ huy truy kích và đánh bại.

## Hội thề Đông Quan
Với chiến thắng trước hai đạo viện binh của Liễu Thăng và Mộc Thạnh, tương quan lực lượng nghiêng hẳn về phía nghĩa quân Lam Sơn. Trước tình thế đó, Vương Thông chấp thuận tiến hành thương lượng nhằm chấm dứt chiến tranh. Để làm tin, Lê Lợi cử con trưởng là Lê Tư Tề cùng tướng Lưu Nhân Chú vào thành Đông Quan; phía Vương Thông cũng cử Sơn Thọ, Mã Kỳ sang quân doanh Lam Sơn ở Bồ Đề làm con tin. Ngày 16 tháng 12 năm 1427, Vương Thông cũng nhiều tướng lĩnh đã cùng các chỉ huy của nghĩa quân Lam Sơn tổ chức hội thề tại một địa điểm ở phía Nam thành Đông Quan. Hai bên đàm phán ấn định ngày rút lui của quân Minh cũng như việc nghĩa quân Lam Sơn sẽ dâng biểu cầu phong cho Trần Cảo.
Bình Ngô đại cáo, Nguyễn Trãi, bản dịch của Trần Trọng Kim (1920)
Các điều khoản đã được thỏa thuận được hai bên chấp hành nghiêm chỉnh. Ngày 17 tháng 12 năm 1427, đoàn sứ giả Lam Sơn lên đường sang Bắc Kinh, trả các tín vật của các tướng lĩnh, quan lại bị tịch thu, đồng thời dâng biểu cầu phong cũng như danh sách kê khai quan quân, người ngựa của nhà Minh đang bị giữ ở Giao Chỉ sẽ được trả lại. Trước tình hình không thể cứu vãn, Minh Tuyên Tông – người vốn đang có xu hướng ngả về phía phe chủ hòa do Dương Sĩ Kỳ dẫn đầu – chấp thuận bãi binh. Tuy hiểu rõ việc Trần Cảo chỉ là vua bù nhìn, vua Minh vẫn xuống chiếu sắc phong Cảo làm "An Nam Quốc vương". Tuy nhiên, lệnh bãi binh chưa kịp đến tay Vương Thông thì toàn bộ binh mã nhà Minh ở Giao Chỉ đã rút về nước.
Sau hội thề, Lê Lợi một mặt tập hợp những người Minh đã ra hàng hoặc bị bắt từ trước để tiến hành trao trả, mặt khác tu sửa cầu đường, chuẩn bị lương thực, thuyền, ngựa để cung cấp cho quân Minh về nước. Khi thấy quân Minh được phép rút về nước an toàn, một bộ phận tướng sĩ và người dân đã xin Lê Lợi giết hết để trả nợ máu. Tuy nhiên, vì muốn giữ hòa khí hai nước, Lê Lợi đã từ chối những đề nghị trên. Trước ngày khởi hành, toàn bộ tướng lĩnh, quan lại, binh mã nhà Minh đều tới Bồ Đề bái tạ Lê Lợi và được tiếp đãi rất trọng hậu. Ngày 29 tháng 12 năm 1427, quân Minh chính thức lên đường về nước. Ngày 3 tháng 1 năm 1428, Vương Thông cũng lên đường. Tổng số binh lính và quan lại – không bao gồm những người ở lại – được Lê Lợi thả về nước theo thống kê của nhà Minh là 84.640 người. Có ý kiến cho rằng, tổng số người Minh được cho về nước, cả quân và dân, có thể lên tới 300.000 người. Sử gia Phạm Văn Sơn bác bỏ luận điểm này, cho rằng nó "hơi quá sự thật", và đưa ra con số ước tính là trên dưới 200.000 người.

## Hệ quả

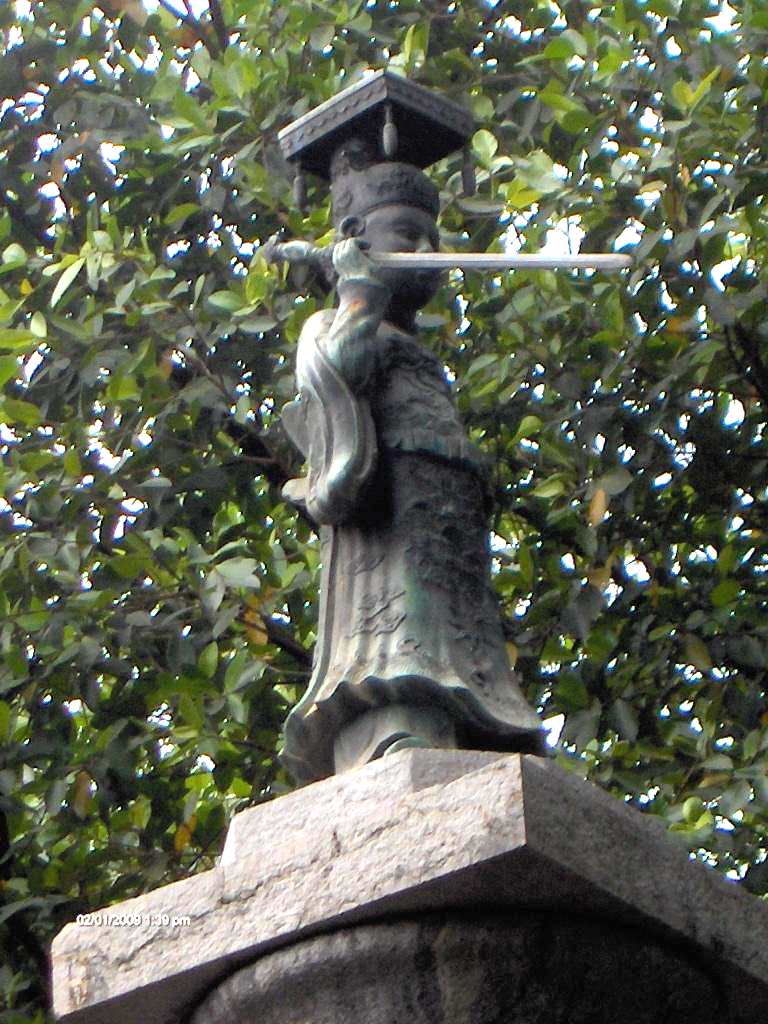
Tượng đài Lê Thái Tổ dựng vào khoảng năm 1896 cạnh hồ Hoàn Kiếm, Hà Nội, gắn với truyền thuyết trả gươm thần

Trong bối cảnh nhà Minh vẫn duy trì ảnh hưởng mạnh mẽ trong khu vực, Lê Lợi đã phải đối mặt với bài toán cân bằng quyền lực để bảo đảm tính chính danh và giữ gìn hòa bình lâu dài với triều đình phương Bắc. Để giảm căng thẳng trong giai đoạn đầu, Lê Lợi tiếp tục sử dụng Trần Cảo – với thân phận con cháu họ Trần – làm quân cờ chính trị nhằm "làm tin" với nhà Minh. Mặc dù Trần Cảo được nhà Minh phong là "An Nam quốc vương", nhưng ông không nhận được sự ủng hộ từ đại bộ phận nghĩa quân Lam Sơn và không có vai trò thực sự trong chính quyền. Khi quân Minh rút khỏi Đại Việt, Trần Cảo mất đi giá trị lợi dụng và qua đời đột ngột vào ngày tháng 2 năm 1428. Theo nhiều tài liệu sơ cấp, Cảo tự biết mình không có công, lòng người không theo nên bỏ trốn vào châu Ngọc Ma nhưng không thoát, bị bắt mang về ép uống thuốc độc chết. Tuy nhiên, một số sử gia đặt nghi vấn về sự việc này, cho rằng cái chết của Cảo là do Lê Lợi đứng sau chỉ đạo.
Ngày 29 tháng 4 năm 1428, Lê Lợi lên ngôi vua, đổi niên hiệu là Thuận Thiên, khôi phục quốc hiệu là Đại Việt, thành lập nhà Hậu Lê. Do bối cảnh chính trị phức tạp và để củng cố quyền lực, ông đã ủy thác cho Nguyễn Trãi viết Bình Ngô đại cáo để công bố thắng lợi và thông báo cho toàn thể thiên hạ về sự độc lập của Đại Việt, đồng thời khẳng định chủ quyền và chính danh của triều đại mới thành lập. Về mặt đối ngoại, Lê Lợi sai sứ báo với nhà Minh rằng Trần Cảo bị bệnh mà chết, do đó bản thân ông kế vị danh chính ngôn thuận. Ban đầu, triều đình Minh không thừa nhận ngôi vị của Lê Lợi, yêu cầu phải tìm con cháu họ Trần khác. Phải sau nhiều lần khẳng định họ Trần đã tuyệt tự, vào năm 1431, Minh Tuyên Tông chấp nhận phong Lê Lợi quyền tạm coi việc trị nước ở An Nam, gọi là "Quyền thự An Nam quốc sự". Mãi đến năm 1435, ông mới chính thức công nhận Lê Lợi làm "An Nam Quốc vương".
Sự công nhận từ nhà Minh đã mở ra một giai đoạn ổn định trong quan hệ bang giao giữa Đại Việt và Trung Quốc. Nhằm tái lập cục diện như thời Trần, nhà Minh chấp nhận thi hành chính sách hòa giải với nhà Hậu Lê và thiết lập một mối quan hệ triều cống "hậu vãng bạc lai" mang tính hình thức và coi trọng lễ nghi hơn lợi ích thực tế. Đại Việt tuy tham gia vào hệ thống triều cống của Trung Quốc với vai trò chư hầu, nhưng vẫn duy trì được sự độc lập trên mọi phương diện khác. Triều đình Hậu Lê thực hiện chính sách triều cống định kỳ với nhà Minh, tuân thủ các nghi lễ ngoại giao tương tự thời kỳ nhà Trần. Phía Đại Việt cũng thường xuyên cử sứ giả sang Trung Quốc với các mục đích như tạ ơn, chúc mừng, thăm hỏi. Mỗi vị vua nhà Lê khi mới lên ngôi đều phải cầu phong vua Minh nhằm hợp thức hoá sự lên nắm quyền của mình. Đáp lại, vua Minh sẽ cử người sang sách phong và ban áo, gấm vóc cho vua Lê. Tuy nhiên, trên thực tế, các vua Lê vẫn tiếp tục thi hành chính sách "Ngoại Vương Nội Đế" như các triều Lý, Trần: xưng "vương" khi ngoại giao với triều đình phương Bắc, ở trong nước và với các tiểu quốc lân cận thì xưng "đế". Mối quan hệ triều cống này được duy trì tốt đẹp xuyên suốt thời kỳ Lê sơ. Chỉ khi Mạc Đăng Dung phế truất Lê Cung Hoàng, lập nên nhà Mạc, quan hệ song phương bắt đầu xảy ra biến động, song chiến tranh giữa hai nước đã không bao giờ xảy ra.

## Tác động

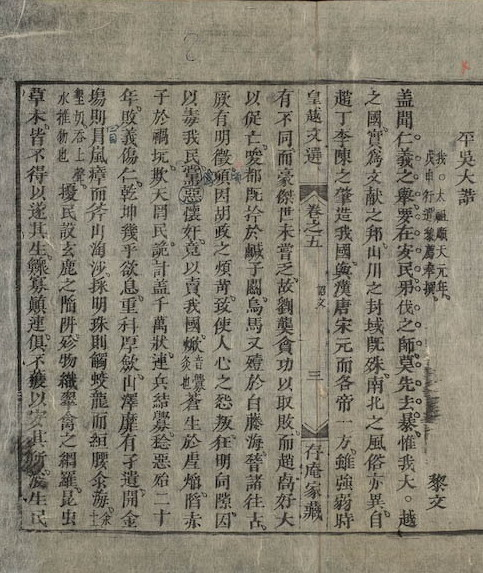
Trang đầu tiên của bản Bình Ngô đại cáo – bản "tuyên ngôn độc lập" thứ hai của người Việt – được chép lại trong Hoàng Việt văn tuyển của Bùi Huy Bích, xuất bản năm 1825

Cuộc xâm lược của nhà Minh không đơn thuần là một cuộc xung đột quân sự mà còn đi kèm với kế hoạch thuộc địa hóa toàn diện, bao gồm việc thiết lập hệ thống giáo dục theo mô hình Trung Hoa, tổ chức các kỳ thi chữ Hán và di dân từ phương Bắc để thay đổi kết cấu dân số. Tuy nhiên, khởi nghĩa Lam Sơn đã thay đổi hoàn toàn tình thế. Được khởi xướng từ vùng núi ít bị ảnh hưởng văn hóa Hán, phong trào này không chỉ kháng Minh mà còn chống lại tầng lớp thân Minh ở miền xuôi, đặc biệt là tầng lớp tinh hoa đã bị Hán hóa sâu sắc. Sau chiến thắng, triều đình nhà Lê dưới sự lãnh đạo của Lê Lợi đã ban hành các chính sách nhằm xây dựng một nền tảng văn hóa chính trị độc lập.
Nguyễn Trãi, trong Bình Ngô đại cáo, đã tuyên bố Đại Việt là "văn hiến chi bang", một thực thể văn hóa độc lập đã tồn tại từ trước, có lãnh thổ rõ ràng, với "núi sông bờ cõi" riêng. Thông điệp này không chỉ bác bỏ tính chính danh của nhà Minh đối với lãnh thổ Đại Việt, mà còn là một tuyên bố thách thức tư duy của Trung Hoa, khẳng định rằng triều Lê là một "thiên hạ" độc lập, chính danh, ngang hàng với triều đình phương Bắc, không bị lệ thuộc hoặc phục tùng. Theo Kathlene Baldanza, thắng lợi của khởi nghĩa Lam Sơn không chỉ chấm dứt mối đe dọa thuộc địa hóa từ nhà Minh mà còn tạo nên một thế giới quan mới cho người Việt. Từ góc nhìn của người Việt, Đại Việt là "Nam Quốc", nơi hoàng đế phương Nam cai trị và có thiên mệnh riêng biệt, đồng thời chấp nhận sự tồn tại song song của cả hoàng đế phương Bắc lẫn hoàng đế phương Nam. Ngược lại, nhà Minh lại không công nhận quyền lực độc lập của hoàng đế Đại Việt, xem Trung Quốc là trung tâm duy nhất của "thiên hạ" và cho rằng "[một] bầu trời không thể có hai mặt trời". Sự khác biệt trong cách nhìn nhận này đã tạo nên một mô hình quan hệ Việt – Trung mang tính độc lập và tự chủ cho Việt Nam. Dù chấp nhận quy tắc ngoại giao triều cống, người Việt vẫn khẳng định bản sắc văn hóa và quyền lực riêng, coi mình là người đồng thừa hưởng văn hóa Hoa Hạ cổ nhưng độc lập về mặt chính trị.
Nhà Minh, với tham vọng duy trì bá quyền trong khu vực, áp dụng các chính sách thị uy quân sự và thương mại, điển hình là các cuộc thám hiểm hàng hải nhằm mở rộng ảnh hưởng, tương tự những chiến dịch thuộc địa của đế quốc Tây Ban Nha và Bồ Đào Nha sau này. Việc không đạt được mục tiêu ở Việt Nam khiến nhà Minh phải tái cân nhắc chiến lược và giảm thiểu tham vọng bành trướng, trong khi những cải tiến về quân sự và tổ chức hành chính lại ảnh hưởng lớn đến Việt Nam, giúp xây dựng một nhà nước tập quyền và khởi đầu quá trình mở rộng lãnh thổ về phía Nam. Trong lĩnh vực quân sự, nhà Minh đã đưa vào Đại Việt các kỹ thuật và vũ khí tiên tiến, đặc biệt là hỏa khí. Vào thế kỷ 15, Đại Việt áp dụng những tiến bộ này để giành ưu thế trước Champa, kết thúc cuộc chiến tranh kéo dài nhiều thế kỷ giữa hai nước. Đại Việt cũng tiếp thu các quy chuẩn văn hóa và hành chính của nhà Minh. Điều này ảnh hưởng rõ rệt đến cách tổ chức bộ máy nhà nước và đời sống văn hóa sau khi giành lại độc lập. Hệ thống hành chính, mô hình thi cử và một số khía cạnh văn hóa, phong tục của Đại Việt sau này đều phản ánh những thay đổi từ thời kỳ dưới quyền cai trị của nhà Minh, tạo nên một nền tảng mới cho triều đại Lê sơ phát triển. Mặc dù có ý kiến cho rằng thất bại của nhà Minh tại Việt Nam đánh dấu "khởi đầu cho sự suy tàn của vị thế tối thượng của Trung Quốc", thực tế cho thấy triều Minh vẫn đủ sức đẩy lùi cuộc xâm lược của Nhật Bản vào Triều Tiên hơn 150 năm sau đó càng chứng minh sức sống bền bỉ của cả đế quốc Trung Hoa lẫn hệ thống triều cống của nó.

## Cước chú
Địa danh
- Thông tin về địa danh được tham khảo từ Đại Việt sử ký toàn thư, bản dịch của Viện Khoa học xã hội Việt Nam, xuất bản năm 1993.

1. ↑  Lạc Thủy: Vùng thượng lưu sông Chu, nay thuộc huyện Cẩm Thủy, Thanh Hoá.
2. ↑  Lỗi Giang: Gồm các huyện Bá Thước, Cẩm Thuỷ và một phần huyện Quan Hóa, Thanh Hóa ngày nay.
3. ↑  Ba Lãm: Nay thuộc xã Điền Lư, huyện Bá Thước, Thanh Hóa.
4. ↑  Mường Thôi: Ở phía Tây Bắc tỉnh Thanh Hóa, trên biên giới Việt – Lào; Bồ Mộng, Bồ Thi Lang: Không rõ vị trí, là một địa điểm gần căn cứ của nghĩa quân lúc ấy.
5. ↑  Ải Kình Lộng: Tức là Ải Cỗ Lũng sau này, nay thuộc huyện Cẩm Thủy, Thanh Hóa.
6. ↑  Đồn Đa Căng: Thuộc huyện Thọ Xuân, tỉnh Thanh Hóa ngày nay.
7. ↑  Trang Trịnh Sơn: Tên gốc là Trịnh Sơn Trang (鄭山莊), nghĩa là "trang trại trên núi của nhà họ Trịnh", còn có tên khác là Kẻ Trịnh. Địa danh này nằm ở xã Thạch Ngàn, huyện Con Cuông ngày nay, cách thành Trà Lân khoảng 10 km.
8. ↑  Đỗ Gia: Nay thuộc huyện Hương Sơn, Hà Tĩnh.
9. ↑  Khả Lưu: Tên một cửa ải ở phía bắc sông Lam, nay thuộc xã Vĩnh Sơn, huyện Anh Sơn, tỉnh Nghệ An.
10. ↑  Bồ Ải: Là một địa điểm nằm gần ải Khả Lưu, nay thuộc xã Đức Sơn, huyện Anh Sơn, tỉnh Nghệ An.
11. ↑  Thiên Quan: Vùng đất huyện Hoàng Long cũ, nay thuộc huyện Nho Quan, tỉnh Ninh Bình.
12. ↑  Ninh Kiều: Vùng Ninh Sơn thuộc huyện Chương Mỹ, Hà Nội ngày nay. Đây là một vị trí trọng yếu và hiểm trở nằm trên đường thượng đạo từ Đông Quan vào Thiên Quan và Thanh Hóa.
13. ↑  Cổ Sở: Xã Yên Sở, huyện Hoài Đức, Hà Nội ngày nay.
14. ↑  Sa Đôi: Cầu cũ trên sông Nhuệ, nối liền hai phường Mễ Trì và Đại Mỗ thuộc quận Nam Từ Liêm, Hà Nội ngày nay.
15. ↑  Cầu Nhân Mục: Một cầu bắc qua sông Tô Lịch, trên đường từ Đông Quan đến Ninh Kiều, nay là cầu Mọc thuộc phường Nhân Chính, quận Thanh Xuân, Hà Nội.
16. ↑  Tam La: Còn gọi là Ba La hoặc Ba La Bông Đỏ, địa danh nằm gần quận Hà Đông, Hà Nội ngày nay, trên đường đi huyện Thanh Oai.
17. ↑  Cao Bộ: Tên Nôm là làng Bụa, nay thuộc xã Trung Hòa, huyện Chương Mỹ, Hà Nội.
18. ↑  Điêu Diêu: Nay thuộc huyện Gia Lâm, Hà Nội.
19. ↑  Khâu Ôn: Nay thuộc tỉnh Lạng Sơn.
20. ↑  Phù Liệt: Nay thuộc huyện Thanh Trì, Hà Nội.
21. ↑  Bồ Đề: Theo cuốn Bắc Ninh tỉnh chí, thì dinh Bồ Đề vốn thuộc thôn Phú Hựu, huyện Gia Lâm, phủ Thuận An, tỉnh Bắc Ninh cũ, tương đương xã Phú Viên, huyện Gia Lâm, Hà Nội ngày nay.

Khác
1. ↑  Minh Thái Tổ xác định 15 quốc gia thuộc chính sách "bất chinh chi quốc" (不征之國), tức là các quốc gia mà triều đình Trung Quốc không nên tiến hành chinh phạt. Các nước này này bao gồm: Triều Tiên, Nhật Bản, Đại Lưu Cầu (Okinawa hiện nay), Tiểu Lưu Cầu (Đài Loan), An Nam (tức Đại Việt), Chân Lạp, Xiêm La, Chiêm Thành, Tô Môn Đáp Lạt (đảo Sumatra), Tây Dương (bờ biển Coromandel, Ấn Độ), Trảo Oa (đảo Java), Bành Hanh (bán đảo Mã Lai), Bạch Hoa (phía Tây Bắc đảo Sumatra), Tam Phật Tề (Palembang, Indonesia) và Bột Nê (Brunei). Chính sách này phản ánh mục tiêu duy trì hòa bình và thúc đẩy quan hệ ngoại giao của Minh Thái Tổ với các nước láng giềng.
2. ↑  Kinh lộ (京路): Từ cũ dùng để chỉ vùng đất xung quanh Thăng Long vốn giàu có nhân tài vật lực.
3. ↑  Theo sử gia Momoki Shirō, những thuật ngữ như "kinh lộ" (京路) hay "kinh nhân" (京人) đã bắt đầu xuất hiện trong các ghi chép thời Trần và thời Lê sơ. Tuy chữ "kinh" (京) ban đầu dùng để chỉ những thứ thuộc về "kinh đô", "kinh kỳ", nhưng về sau bao hàm cả đồng bằng sông Hồng và cư dân ở đó, trái ngược với "trại" (寨), ám chỉ vùng Thanh Nghệ cùng người dân tại đây. Thuật ngữ Hán Việt "trại" có lẽ tương đương với "mường" (một từ gốc Tai-Kadai).[35]
4. ↑  Phụ đạo là danh xưng của thủ lĩnh các xứ miền thượng du (thường là người Trại) trong lịch sử Việt Nam. Theo Ngô Sĩ Liên, nguyên chữ này được viết là 輔導, nhưng sang đến thời Lê sơ thì được đổi thành 父道.[47]
5. ↑  Sử gia Yamamoto Tatsurō đặt nghi vấn về sự kiện vốn không được đề cập đến trong Đại Việt sử ký toàn thư này. Ông cho rằng câu chuyện quân Minh quật mồ tổ tiên Lê Lợi trong Lam Sơn thực lục mang sắc thái huyền ảo, thể hiện niềm tin phong thủy và quan niệm "phần mộ tổ tiên ảnh hưởng đến vận mệnh con cháu" của người Việt.[61]
6. ↑  Thành Trà Lân tuy là một thành miền núi, nhưng có chu vi tương đương thành Hà Nội thời Nguyễn, tường thành một số đoạn được đắp cao tới 15 mét.[99]
7. ↑  Thượng đạo (上道) nghĩa đen là "đường trên", chỉ đường núi hoặc đường bộ xuyên rừng, vượt đèo.
8. ↑  "Kỳ binh" (奇兵) ban đầu dùng để chỉ một binh chủng đặc biệt trong quân chế cổ đại, về sau mở rộng với nhiều lớp nghĩa, bao gồm đơn vị tác chiến theo lối tập kích bất ngờ và mang binh khí ngắn theo bên người (như đoản kiếm). Trong ngữ cảnh quân sự, thuật ngữ này nhấn mạnh tính cơ động, bất ngờ và yếu tố bí mật trong chiến thuật, thường được đặt đối lập với "chính binh" (正兵) – lực lượng đảm nhận nhiệm vụ tấn công chính diện.
9. ↑  Thiết đột: chỉ lực lượng xung kích tinh nhuệ của nghĩa quân Lam Sơn, được thành lập ngay sau hội thề Lũng Nhai năm 1416, thường được trang bị giáp trụ và vũ khí mạnh.
10. ↑  Quyền thự An Nam quốc sự (權署安南國事): Quyền trông coi quốc sự nước An Nam.
11. ↑  Hậu vãng bạc lai (厚往薄来): Chính sách trong quan hệ triều cống của Trung Quốc kể từ sau thời nhà Tống, theo đó Trung Quốc nhận lễ vật đơn sơ từ các nước chư hầu nhưng đáp lại bằng quà tặng phong phú và có giá trị hơn nhiều. Chính sách này thể hiện sự coi trọng lễ nghi, nhấn mạnh tính chất ngoại giao và "thành ý" hơn là lợi ích vật chất từ các nước chư hầu.[233]
12. ↑  Văn hiến chi bang (文獻之邦) là một cụm từ Hán-Việt mang nghĩa "một quốc gia có truyền thống văn hóa và học vấn lâu đời". Từ này thường được dùng để mô tả một đất nước có nền văn hóa phát triển, có truyền thống học thuật và lịch sử lâu dài về văn hóa, đạo đức, và tri thức. Trong bối cảnh Bình Ngô đại cáo, Nguyễn Trãi đã sử dụng cụm từ này nhằm khẳng định Đại Việt là một quốc gia văn hiến độc lập, có bề dày văn hóa và không thua kém Trung Hoa, nhằm bác bỏ tính chính danh của nhà Minh trong việc cai trị Đại Việt.[243]

### Sách
- Anderson, James A. (2020). "The Ming Invasion of Vietnam, 1407–1427". Trong Haggard, Stephan; Kang, David C. (biên tập). East Asia in the World: Twelve Events That Shaped the Modern International Order (bằng tiếng Anh). Cambridge: Cambridge University Press. ISBN 978-1-108-47987-5.
- Baldanza, Kathlene (2016). Ming China and Vietnam: Negotiating Borders in Early Modern Asia (bằng tiếng Anh). Cambridge: Cambridge University Press. ISBN 978-1-316-53131-0. Bản gốc lưu trữ ngày 15 tháng 12 năm 2024. Truy cập ngày 27 tháng 3 năm 2024.
- Bellamy, Christopher (2015). The Evolution of Modern Land Warfare: Theory and Practice (bằng tiếng Anh). Luân Đôn: Routledge. ISBN 978-1-317-41960-0.
- Womack, Brantly (2006). China and Vietnam: The Politics of Asymmetry (bằng tiếng Anh). Cambridge: Cambridge University Press. doi:10.1017/CBO9780511610790.006. ISBN 978-0-521-61834-2. Bản gốc lưu trữ ngày 25 tháng 12 năm 2024. Truy cập ngày 12 tháng 11 năm 2024.
- Chan, Hok-lam (1988). "The Chien-wen, Yung-lo, Hung-hsi, and Hsüan-te reigns". Trong Mote, Frederick W.; Twitchett, Denis C (biên tập). The Cambridge History of China Volume 7: The Ming Dynasty, 1368–1644, Part 1. Cambridge: Cambridge University Press. ISBN 0521243327.
- Dardess, John W. (2012). Ming China, 1368-1644: A Concise History of a Resilient Empire (bằng tiếng Anh). Rowman & Littlefield. ISBN 978-1-4422-0490-4.
- Dreyer, Edward L. (1982). Early Ming China: A Political History, 1355-1435 (bằng tiếng Anh). Stanford University Press. ISBN 978-0-8047-1105-0.
- Fairbank, John King; Goldman, Merle (2006). China: A New History (bằng tiếng Anh) . Cambridge (Massachusetts): Belknap Press. ISBN 0-674-01828-1.
- Gunn, Geoffrey C. (2011). History Without Borders: The Making of an Asian World Region, 1000-1800 (bằng tiếng Anh). Hồng Kông, Luân Đôn: Hong Kong University Press. ISBN 978-988-8083-34-3.
- Kiernan, Ben (2017). Việt Nam: A History from Earliest Times to the Present (bằng tiếng Anh). New York: Oxford University Press. ISBN 978-0-19-516076-5.
- Lieberman, Victor (2003). Strange Parallels: Volume 1, Integration on the Mainland: Southeast Asia in Global Context, c.800–1830 (bằng tiếng Anh). New York: Cambridge University Press. ISBN 978-1-139-43762-2.
- Momoki Shirō (2015). "The Vietnamese empire and its expansion, c.980–1840". Trong Wade, Geoff (biên tập). Asian Expansions: The Historical Experiences of Polity Expansion in Asia (bằng tiếng Anh). New York: Routledge. tr. 144–166. ISBN 978-1-135-04353-7.
- Mote, Frederick W (1988). "The rise of the Ming dynasty, 1330–1367". Trong Mote, Frederick W.; Twitchett, Denis C (biên tập). The Cambridge History of China Volume 7: The Ming Dynasty, 1368–1644, Part 1 (bằng tiếng Anh). Cambridge: Cambridge University Press. ISBN 0521243327.
- Needham, Joseph (1987). Science and Civilization in China. Quyển 5, Chemistry and Chemical Technology, Part 7, Military Technology, the Gunpowder Epic. Taipei: Caves Books Ltd.
- Ngô Sĩ Liên (1993). Đại Việt sử ký toàn thư (PDF). Viện Khoa học xã hội Việt Nam biên dịch . Hà Nội: Nhà xuất bản Khoa học xã hội. Bản gốc (PDF) lưu trữ ngày 8 tháng 4 năm 2023. Truy cập ngày 2 tháng 4 năm 2024.
- Nguyễn Lương Bích (1973). Nguyễn Viết Nhâm (biên tập). Nguyễn Trãi đánh giặc cứu nước. Hà Nội: Nhà xuất bản Quân đội nhân dân. OCLC 56067595.
- Nguyễn Thế Long (2001). Chuyện đi sứ, tiếp sứ thời xưa. Hà Nội: Nhà xuất bản Văn Hóa Thông Tin. OCLC 48212514.
- Phan Huy Lê (1977) [1965]. Phan Đại Doãn (biên tập). Khởi nghĩa Lam Sơn (1418–1427). Hà Nội: Nhà xuất Khoa Học Xã Hội. ISBN 9786048987336.
- Phạm Văn Sơn (1958). Việt sử tân biên (Quyển II): Trần Lê thời đại. Sài Gòn: Nhà xuất bản Văn Hữu Á Châu. Bản gốc lưu trữ ngày 5 tháng 4 năm 2024. Truy cập ngày 5 tháng 4 năm 2024.
- Swope, Kenneth M. (2015). "Gunsmoke: The Ming Invasion of Đại Việt and the Role of Firearms in Forging the Southern Frontier". Trong Whitmore, John K.; Anderson, James A. (biên tập). China's Encounters on the South and Southwest (bằng tiếng Anh). Brill. tr. 156–168. doi:10.1163/9789004282483_007. ISBN 978-90-04-28248-3.
- Swope, Kenneth M. (2016). "Causes and Consequences of the Ming Intervention in Vietnam in the Early Fifteenth Century". Trong Clunas, C.; Harrison-Hall, J.; Luk, Y. Ping (biên tập). Ming China : courts and contacts, 1400-1450 (PDF) (bằng tiếng Anh). London: Bảo tàng Anh. ISBN 978-0-86159-205-0. Bản gốc (PDF) lưu trữ ngày 29 tháng 10 năm 2023. Truy cập ngày 13 tháng 11 năm 2024.
- Taylor, K. W. (2013). A History of the Vietnamese (bằng tiếng Anh). Cambridge: Cambridge University Press. ISBN 978-1-107-24435-1.
- Tôn Lai Thần (2006). "Chinese Gunpowder Technology and Đại Việt, ca. 1390–1497". Trong Tran, Tuyet Nhung; Reid, Anthony (biên tập). Việt Nam: Borderless histories (bằng tiếng Anh). Toronto và Singapore: University of Wisconsin Press. ISBN 978-0-299-21773-0.
- Trần Trọng Kim (1971). Việt Nam sử lược  . Sài Gòn: Trung tâm học liệu Bộ Giáo dục Việt Nam Cộng hòa – qua Wikisource. [scan ]
- Trương Hữu Quýnh; Đào Tố Uyên; Phạm Văn Hùng (2003). Lịch sử Việt Nam: từ thế kỷ X đến 1858. Hà Nội: Nhà xuất bản Đại học Sư phạm. OCLC 68787358.
- Tsai, Shih-Shan Henry (2011). "The Price of Glory". Perpetual Happiness: The Ming Emperor Yongle. Seattle: University of Washington Press. tr. 178–208. ISBN 978-0-295-98109-3. Bản gốc lưu trữ ngày 1 tháng 3 năm 2024. Truy cập ngày 27 tháng 3 năm 2024.
- Wade, Geoff (2006). "Ming Chinese colonial armies in Southeast Asia". Trong Hack, Karl; Rettig, Tobias (biên tập). Colonial armies in Southeast Asia. Oxon; New York: Routledge. ISBN 978-0-415-33413-6.
- Whitmore, John K. (1985). Vietnam, Hồ Quý Ly, and the Ming (1371–1421) (bằng tiếng Anh). Yale Center for International and Area Studies.
- Whitmore, John K. (2015). "The thirteenth province: Internal administration and external expansion in fifteenth-century Đại Việt". Trong Wade, Geoff (biên tập). Asian Expansions: The Historical Experiences of Polity Expansion in Asia (bằng tiếng Anh). New York: Routledge. tr. 120–143. ISBN 978-1-135-04353-7.
- Yamamoto Tatsurō (2020) [1950]. 安南史研究Ⅰ：元明两朝的安南征略 [An Nam sử nghiên cứu I: Chiến dịch An Nam thời Nguyên–Minh] (bằng tiếng Trung). Lý Thu Diễm (李秋艳) biên dịch. Bắc Kinh: Thương vụ ấn thư quán. ISBN 978-7-100-16790-1.

### Tạp chí nghiên cứu
- Bùi Văn Nguyên (tháng 6 năm 1967). "Lại bàn về việc Nguyễn Trãi tham gia cuộc khởi nghĩa Lam-Sơn từ lúc nào?". Tạp chí Nghiên cứu Lịch sử. Số 99. Hà Nội: Viện Khoa học Xã hội Việt Nam. tr. 25–33. ISSN 0866-7497.
- Cha Hyewon (2011). "Was Joseon a Model or an Exception? Reconsidering the Tributary Relations during Ming China". Korea Journal (bằng tiếng Anh). Quyển 51 số 4. Seoul: Viện Nghiên cứu Hàn Quốc học. tr. 33–58. ISSN 2733-9343.
- Duy Minh (tháng 6 năm 1966). "Nguyễn Trãi tham gia nghĩa quân Lam-Sơn từ năm nào?". Tạp chí Nghiên cứu Lịch sử. Số 87. Hà Nội: Viện Khoa học Xã hội Việt Nam. tr. 17–18. ISSN 0866-7497.
- Dương Minh (tháng 10 năm 1963). "Tính chất quan trọng của chiến thắng Tụy-Động và chiến thắng Chi-Lăng". Tạp chí Nghiên cứu Lịch sử. Số 55. Hà Nội: Viện Khoa học Xã hội Việt Nam. tr. 2–38. ISSN 0866-7497.
- Đái Khắc Lai (tháng 6 năm 2004). "略论古代中国和越南之间的宗藩关系" [Bàn sơ lược về quan hệ tông phiên giữa Trung Quốc và Việt Nam]. Trung Quốc biên cương sử nghiên cứu (bằng tiếng Trung). Quyển 14 số 2. Bắc Kinh: Viện Khoa học Xã hội Trung Quốc. tr. 115–120. ISSN 1002-6800.
- Đỗ Thị Thùy Lan (ngày 21 tháng 2 năm 2023). "Barbarians and the Kinh - Trại separation: Perceptions of the Đại Việt dynasties on the uplands (11th-16th centuries)" [Người Man và sự phân biệt Kinh – Trại: Quan điểm của các vương triều Đại Việt về vùng cao (thế kỷ 11–16)]. Thang Long Journal of Science: Van hien and Heritage (bằng tiếng Anh). Quyển 1 số 2. Nhà xuất bản Trường Đại học Thăng Long. tr. 116–142. ISSN 2734-9837. Bản gốc lưu trữ ngày 31 tháng 1 năm 2024. Truy cập ngày 31 tháng 1 năm 2024.
- Hải Thu (tháng 3 năm 1966). "Về việc Lê Lợi đánh đèo Cát-Hãn". Tạp chí Nghiên cứu Lịch sử. Số 84. Hà Nội: Viện Khoa học Xã hội Việt Nam. tr. 41–46. ISSN 0866-7497.
- Hồ Bạch Thảo (2014). Phạm Hoàng Quân (biên tập). Minh Thực Lục: Quan hệ Trung Quốc – Việt Nam thế kỷ XIV – XVII. Hà Nội: Nhà xuất bản Hà Nội. ISBN 978-604-55-4572-0.
- Lê Ngọc Dong (tháng 1 năm 1968). "Nên xác định lại vị trí núi Chí Linh, một chiến tích quan trọng của cuộc khởi nghĩa Lam Sơn". Tạp chí Nghiên cứu Lịch sử. Số 106. Hà Nội: Viện Khoa học Xã hội Việt Nam. tr. 44–45. ISSN 0866-7497.
- Lê Văn Hảo (tháng 3 năm 1980). "Nguyễn Trãi với Lam Sơn Thực Lục". Tạp chí Nghiên cứu Lịch sử. Số 192. Hà Nội: Viện Khoa học Xã hội Việt Nam. tr. 53–59. ISSN 0866-7497.
- Nguyễn Đình Chi (tháng 3 năm 1977). "Nguyễn Lý – Một vị tướng xuất sắc trong cuộc khởi nghĩa Lam-Sơn và cuộc chiến tranh giải phóng dân tộc đầu thế kỷ 15". Tạp chí Nghiên cứu Lịch sử. Số 174. Hà Nội: Viện Khoa học Xã hội Việt Nam. tr. 85–89. ISSN 0866-7497.
- Nguyễn Đình Thực (tháng 3 năm 1975). "Góp phần xác định những địa điểm hoạt động của nghĩa quân Lam Sơn". Số 162. Hà Nội: Viện Khoa học Xã hội Việt Nam. tr. 47–60. ISSN 0866-7497. {{Chú thích tạp chí}}: Chú thích magazine cần |magazine= (trợ giúp)
- Nguyễn Đình Ước (tháng 6 năm 1990). "Hồ Quý Ly và triều Hồ, nhìn từ phía lịch sử quân sự". Số 253. Hà Nội: Viện Khoa học Xã hội Việt Nam. tr. 25–30. ISSN 0866-7497. {{Chú thích tạp chí}}: Chú thích magazine cần |magazine= (trợ giúp)
- Nguyễn Lương Bích (tháng 3 năm 1980). "Về thời điểm Nguyễn Trãi tham gia khởi nghĩa Lam Sơn". Tạp chí Nghiên cứu Lịch sử. Số 192. Hà Nội: Viện Khoa học Xã hội Việt Nam. tr. 27–32. ISSN 0866-7497.
- Nguyễn Văn Dị; Văn Lang (tháng 11 năm 1963). "Nghiên cứu về chiến dịch Tốt-Động - Chúc-Động". Tạp chí Nghiên cứu Lịch sử. Số 56. Hà Nội: Viện Khoa học Xã hội Việt Nam. tr. 24–31. ISSN 0866-7497.
- O'Harrow, Stephen (1979). "Nguyen Trai's "Binh Ngo Dai Cao" 平吳大誥 of 1428: The Development of a Vietnamese National Identity". Journal of Southeast Asian Studies. Quyển 10 số 1. tr. 159–174. ISSN 0022-4634. Bản gốc lưu trữ ngày 1 tháng 3 năm 2024. Truy cập ngày 27 tháng 3 năm 2024.
- Phan Đại Doãn (tháng 6 năm 1984). "Lê Lợi và tập hợp Lũng Nhai, chuyển biến quyết định thắng lợi trong phong trào giải phóng dân tộc đầu thế kỷ XV". Tạp chí Nghiên cứu Lịch sử. Số 219. Hà Nội: Viện Khoa học Xã hội Việt Nam. tr. 34–41. ISSN 0866-7497.
- Phan Huy Lê (tháng 1 năm 1967). "Cần xác minh lại vấn đề Nguyễn Trãi tham gia khởi nghĩa Lam-Sơn từ lúc nào?". Tạp chí Nghiên cứu Lịch sử. Số 94. Hà Nội: Viện Khoa học Xã hội Việt Nam. tr. 41–48. ISSN 0866-7497.
- Phan Huy Lê (tháng 4 năm 1969). "Chiến dịch Tốt Động – Chúc Động, một chiến thắng oanh liệt của nghĩa quân Lam Sơn". Tạp chí Nghiên cứu Lịch sử. Số 121. Hà Nội: Viện Khoa học Xã hội Việt Nam. tr. 3–26. ISSN 0866-7497.
- Phan Huy Lê (tháng 6 năm 1984). "Lê Lợi (1385–1433): Sự nghiệp cứu nước và dựng nước". Tạp chí Nghiên cứu Lịch sử. Số 219. Hà Nội: Viện Khoa học Xã hội Việt Nam. tr. 1–12, 47. ISSN 0866-7497.
- Phan Huy Lê (tháng 5 năm 1992). "Cải cách của Hồ Quý Ly và sự thất bại của Triều Hồ". Tạp chí Nghiên cứu Lịch sử. Số 264. Hà Nội: Viện Khoa học Xã hội Việt Nam. tr. 2–8. ISSN 0866-7497.
- Phan Huy Thiệp (tháng 6 năm 1984). "Một số vấn đề: Lê Lợi và chiến lược kháng chiến chống Minh". Tạp chí Nghiên cứu Lịch sử. Số 219. Hà Nội: Viện Khoa học Xã hội Việt Nam. tr. 13–20. ISSN 0866-7497.
- Taylor, K. W. (tháng 11 năm 1998). "Surface Orientations in Vietnam: Beyond Histories of Nation and Region". The Journal of Asian Studies (bằng tiếng Anh). Quyển 57 số 4. Duke University Press. tr. 949–978. doi:10.2307/2659300.
- Trần Huy Liệu (tháng 9 năm 1956). "Nguyễn Trãi, một nhà đại chính trị, đại thi hào Việt-Nam". Tập san nghiên cứu Văn Sử Địa. Số 21. Hà Nội: Ban nghiên cứu Văn học Lịch sử Địa lý. tr. 1–21.
- Trần Ngọc Vương (tháng 6 năm 2021). "Vấn Đề Chủ Nghĩa Dân Tộc, Chủ Nghĩa Quốc Gia ở Việt Nam Hiện Nay". Tạp chí Nghiên cứu và Thảo luận. Số 40. Hà Nội. tr. 1–30.
- Trần Văn Giáp; Cao Huy Giu (tháng 10 năm 1965). "Di văn của Nguyễn Trãi: I. Ba văn kiện Bang giao giữa Lê Lợi và các tướng triều Minh mới phát hiện". Tạp chí Nghiên cứu Lịch sử. Số 79. Hà Nội: Viện Khoa học Xã hội Việt Nam. tr. 20–25. ISSN 0866-7497.
- Trương Hữu Quýnh (tháng 1 năm 1973). "Một số vị tướng của nghĩa quân Lam-Sơn mới được phát hiện". Tạp chí Nghiên cứu Lịch sử. Số 148. Hà Nội: Viện Khoa học Xã hội Việt Nam. tr. 51–54. ISSN 0866-7497.
- Trương Hữu Quýnh (tháng 6 năm 1984). "Lê Lợi và bối cảnh kinh tế - xã hội Việt Nam". Tạp chí Nghiên cứu Lịch sử. Số 219. Hà Nội: Viện Khoa học Xã hội Việt Nam. tr. 30–33. ISSN 0866-7497.
- Văn Tân (tháng 11 năm 1962). "Bàn thêm về Nguyễn Trãi-Một lãnh tụ của khởi nghĩa Lam-Sơn". Tạp chí Nghiên cứu Lịch sử. Số 44. Hà Nội: Viện Khoa học Xã hội Việt Nam. tr. 9–16. ISSN 0866-7497.
- Văn Tân (tháng 8 năm 1966). "Đường lối địch vận của Nguyễn Trãi đã đem lại những kết quả gì cho nghĩa quân Lam Sơn?". Tạp chí Nghiên cứu Lịch sử. Số 89. Hà Nội: Viện Khoa học Xã hội Việt Nam. tr. 21–25. ISSN 0866-7497.
- Văn Tân (tháng 1 năm 1968). "550 năm ngày Khởi nghĩa Lam Sơn". Tạp chí Nghiên cứu Lịch sử. Số 106. Hà Nội: Viện Khoa học Xã hội Việt Nam. tr. 1–2. ISSN 0866-7497.
- Văn Tân (tháng 4 năm 1968). "Cống hiến của Lê Lợi - Nguyễn Trãi vào khoa học quân sự chính trị". Tạp chí Nghiên cứu Lịch sử. Số 109. Hà Nội: Viện Khoa học Xã hội Việt Nam. tr. 20–26. ISSN 0866-7497.
- Vũ Duy Mền (tháng 5 năm 1981). "Hội thề Đông Quan và những đóng góp của Nguyễn Trãi". Tạp chí Nghiên cứu Lịch sử. Số 200. Hà Nội: Viện Khoa học Xã hội Việt Nam. tr. 44–49. ISSN 0866-7497.
- Wade, Geoff (2004). "Ming China and Southeast Asia in the 15th Century: A Reappraisal". Working Paper Series. Số 28. Bản gốc lưu trữ ngày 9 tháng 1 năm 2014. Truy cập ngày 19 tháng 8 năm 2011.
- Wade, Geoff (2008). "Engaging the South: Ming China and Southeast Asia in the Fifteenth Century". Journal of the Economic and Social History of the Orient. Quyển 51 số 4. tr. 578–638. ISSN 0022-4995. Bản gốc lưu trữ ngày 16 tháng 1 năm 2023. Truy cập ngày 27 tháng 3 năm 2024.

### Luận văn
- Nguyễn Đình Nghĩa (2021). Vùng đất Lam Sơn - Tiếp cận từ các nguồn tư liệu văn học và văn hóa dân gian (Luận văn tiến sĩ). Hà Nội: Đại học Quốc gia Hà Nội. Truy cập ngày 1 tháng 3 năm 2024. Lưu trữ ngày 1 tháng 3 năm 2024 tại Wayback Machine
- Nguyễn Thị Thúy Nga (2016). Quan hệ triều cống Đại Việt – Minh thế kỷ XV–XVI (PDF) (Luận văn thạc sĩ). Hà Nội: Trường Đại học Khoa học Xã hội và Nhân văn, Đại học Quốc gia Hà Nội. Truy cập ngày 1 tháng 3 năm 2024. Lưu trữ ngày 27 tháng 6 năm 2024 tại Wayback Machine
- Nguyễn Thị Ưng (2017). Tư tưởng chính trị Nguyễn Trãi (PDF) (Luận án tiến sĩ). Hà Nội: Học viện Chính trị Quốc gia Hồ Chí Minh. Lưu trữ ngày 12 tháng 11 năm 2024 tại Wayback Machine
- Trương Triết Đĩnh (2020). 十八至二十世紀越南文人中華觀之流變 [Sự biến đổi trong quan niệm về Trung Hoa của văn nhân Việt Nam từ thế kỷ 18 đến thế kỷ 20] (PDF) (Luận án tiến sĩ) (bằng tiếng Trung). Đài Bắc: Đại học quốc lập Đài Loan. doi:10.6342/NTU202004116. Lưu trữ ngày 29 tháng 5 năm 2024 tại Wayback Machine

### Báo chí
- Duy Tuyên (ngày 30 tháng 9 năm 2018). "Căn cứ thứ hai còn ít biết đến của cuộc khởi nghĩa Lam Sơn". Báo điện tử Dân Trí. Bộ Lao động – Thương binh và Xã hội. Lưu trữ bản gốc ngày 12 tháng 11 năm 2024. Truy cập ngày 12 tháng 11 năm 2024.
- Dương Hồng Anh (ngày 8 tháng 12 năm 2018). "Công tác hậu cần trong khởi nghĩa Lam Sơn". Tạp chí Hậu cần quân đội, báo Quân đội nhân dân. Tổng cục Chính trị, Bộ Quốc phòng Việt Nam. Truy cập ngày 12 tháng 11 năm 2024.
- Nguyễn Hoàng Nhiên (ngày 27 tháng 9 năm 2018). "Khởi nghĩa Lam Sơn - sự kế thừa và phát huy truyền thống toàn dân đánh giặc". Quân đội nhân dân. Tổng cục Chính trị, Bộ Quốc phòng Việt Nam. Lưu trữ bản gốc ngày 12 tháng 11 năm 2024. Truy cập ngày 12 tháng 11 năm 2024.
- Trần Hoàng Vũ (ngày 24 tháng 7 năm 2021). "Trần Cảo chết mờ ám và thái độ Trần Nguyên Hãn". Thanh Niên. Hội Liên hiệp Thanh niên Việt Nam. Lưu trữ bản gốc ngày 12 tháng 11 năm 2024. Truy cập ngày 12 tháng 11 năm 2024.